# Liste der Kulturdenkmale der Lübecker Altstadt (E–G)
- Karte mit allen Koordinaten:
- OSM |
- WikiMap

Die Liste der Kulturdenkmale in der Lübecker Altstadt umfasst Kulturdenkmale im Stadtteil Altstadt der Hansestadt Lübeck (Gemarkung Lübeck, Innere Stadt) (Stand: 7. November 2024). Aufgrund der großen Anzahl von Kulturdenkmalen ist die Liste aufgeteilt in die
- Liste der Kulturdenkmale der Lübecker Altstadt (A–D)
- Liste der Kulturdenkmale der Lübecker Altstadt (E–G)
- Liste der Kulturdenkmale der Lübecker Altstadt (H–L)
- Liste der Kulturdenkmale der Lübecker Altstadt (M–Z)

Die Bodendenkmale sind in der Liste der Bodendenkmale in Lübeck aufgeführt.

## Legende und Hinweise
In den Spalten befinden sich folgende Informationen:
- Objekt-ID: die Nummer des Kulturdenkmales
- Lage: die Adresse des Kulturdenkmales und die geographischen Koordinaten. Kartenansicht, um Koordinaten zu setzen. In der Kartenansicht sind Kulturdenkmale ohne Koordinaten mit einem roten Marker dargestellt und können in der Karte gesetzt werden. Kulturdenkmale ohne Bild sind mit einem blauen Marker gekennzeichnet, Kulturdenkmale mit Bild mit einem grünen Marker.
- Offizielle Bezeichnung: Bezeichnung des Kulturdenkmales
- Beschreibung: die Beschreibung des Kulturdenkmales
- Bild: ein Bild des Kulturdenkmales

In der Liste sind folgende Arten von Kulturdenkmalen erfasst: Bauliche Anlagen, Sachgesamtheiten, Mehrheit von baulichen Anlagen, Gründenkmale sowie Teile von baulicher Anlage. Bauliche Anlagen sind nicht entsprechend gekennzeichnet. Sachgesamtheiten und Mehrheiten von baulichen Anlagen sind einzeln erfasst sein mit der Angaben aus welchen Teilen sie bestehen. Zusätzlich können Teil davon als Bauliche Anlage erfasst sein, diese sind ebenfalls als „Teil von“ gekennzeichnet.

## Effengrube
Im Marien Quartier.
| Objekt-ID | Lage                                         | Offizielle Bezeichnung | Beschreibung | Bild                             |
| --------- | -------------------------------------------- | ---------------------- | --- | -------------------------------- |
| 248       | Effengrube 2 (53° 51′ 41″ N, 10° 41′ 1″ O)   | Bürgerhaus             | Schutzumfang: Auf das Äußere des Gebäudes - Bürgerhaus; 1600; mit Vorder- und Hintergiebel in Dreiecksform - Schutzgrund: Kulturlandschaft prägend, geschichtlich, wissenschaftlich, städtebaulich                                                                              | weitere Fotos \| Fotos hochladen |
| 249       | Effengrube 10 (53° 51′ 40″ N, 10° 41′ 0″ O)  | Traufenhaus            | Schutzumfang: Auf das Äußere des Gebäudes - zweigeschossiges Traufenhaus mit Putzfassade und dreieckig geschlossenem Zwerchgiebel aus der Zeit um 1800 - Schutzgrund: Kulturlandschaft prägend, geschichtlich, wissenschaftlich, städtebaulich                                  | Fotos hochladen                  |
| 250       | Effengrube 12 (53° 51′ 40″ N, 10° 40′ 59″ O) | Traufenhaus            | Schutzumfang: Auf das Äußere des Gebäudes sowie erhaltenswerte Teile im Inneren - zweigeschossiges Traufenhaus mit Putzfassade und horizontal durch Gesims abgeschlossenem Zwerchgiebel - Schutzgrund: Kulturlandschaft prägend, geschichtlich, wissenschaftlich, städtebaulich | Fotos hochladen                  |
| 251       | Effengrube 16 (53° 51′ 40″ N, 10° 40′ 59″ O) | Traufenhaus            | Schutzumfang: Auf das Äußere sowie erhaltenswerte ältere Teile im Inneren - Traufenhaus mit schlichter Putzfassade; dreigeschossig aus dem frühen 19. Jhd. - Schutzgrund: Kulturlandschaft prägend, geschichtlich, wissenschaftlich, städtebaulich                              | Fotos hochladen                  |
| 252       | Effengrube 18 (53° 51′ 40″ N, 10° 40′ 59″ O) | Traufenhaus            | Schutzumfang: Auf das Äußere sowie erhaltenswerte ältere Teile im Inneren - zweigeschossiges Traufenhaus mit schlichter Putzfassade und Zwerchgiebel aus dem frühen 19. Jhd. - Schutzgrund: Kulturlandschaft prägend, wissenschaftlich, geschichtlich, städtebaulich            | weitere Fotos \| Fotos hochladen |
| 253       | Effengrube 22 (53° 51′ 40″ N, 10° 40′ 59″ O) | Querhaus               | Schutzumfang: Auf das Äußere des Gebäudes - Kleines Querhaus mit Dacherker; vermutlich 17. Jhd. - Schutzgrund: Kulturlandschaft prägend, geschichtlich, wissenschaftlich, städtebaulich                                                                                         | Fotos hochladen                  |
| 254       | Effengrube 24 (53° 51′ 40″ N, 10° 40′ 58″ O) | Querhaus               | Schutzumfang: Auf das Äußere des Gebäudes - Kleines Querhaus mit Dacherker in Fachwerk; vermutlich 17. Jhd. - Schutzgrund: Kulturlandschaft prägend, geschichtlich, wissenschaftlich, städtebaulich                                                                             | weitere Fotos \| Fotos hochladen |

## Ellerbrook
| Objekt-ID | Lage                                           | Offizielle Bezeichnung | Beschreibung | Bild            |
| --------- | ---------------------------------------------- | ---------------------- | --- | --------------- |
| 3168      | Ellerbrook 9–15 (53° 52′ 14″ N, 10° 40′ 59″ O) | Ellerbrook 9–15        | Schutzumfang: Der Denkmalschutz erstreckt sich aufgrund der übergeordneten formalen und gestalterischen Einheitlichkeit auf die städtebaulich wirksame Bausubstanz der Gebäudegruppe (Fassaden, Dachzonen mit Aufbauten, Geschossigkeit, rückwärtige Freiflächen) - Die Wohngebäude stellen ein selten überliefertes Beispiel für den Bautyps Kleinhaus in der Lübecker Innenstadt aus der Mitte des 19. Jhd. dar - Mehrheit von baulichen Anlagen bestehend aus Ellerbrook 9, Ellerbrook 11, Ellerbrook 13 und Ellerbrook 15 - Schutzgrund: geschichtlich, städtebaulich | Fotos hochladen |
| 1205      | Ellerbrook 15 (53° 52′ 14″ N, 10° 40′ 59″ O)   | Reihenhaus             | Schutzumfang: Auf das gesamte Reihenhaus mit kleinem Hof - Teil einer zweigeschossigen Reihenhauszeile Nr. 9–15 unter gemeinsamem Dach aus der Zeit um/nach 1800 in Nachfolge einer mittelalterlichen Budenreihe - Schutzgrund: geschichtlich, wissenschaftlich, städtebaulich, Kulturlandschaft prägend - Teil der Mehrheit von baulichen Anlagen – Ellerbrook 9–15 | BW              |

## Engelsgrube
| Objekt-ID | Lage                                                                 | Offizielle Bezeichnung    | Beschreibung | Bild                             |
| --------- | -------------------------------------------------------------------- | ------------------------- | --- | -------------------------------- |
| 255       | Engelsgrube 6 (53° 52′ 17″ N, 10° 41′ 16″ O)                         | Bürgerhaus                | Schutzumfang: Auf das gesamte Gebäude - Bürgerhaus mit viergeschossiger schlichter Putzfassade des späten 19. Jhd. - Schutzgrund: Kulturlandschaft prägend, geschichtlich, wissenschaftlich, städtebaulich | weitere Fotos \| Fotos hochladen |
| 256       | Engelsgrube 8 (53° 52′ 17″ N, 10° 41′ 16″ O)                         | Bürgerhaus                | Schutzumfang: Auf das gesamte Gebäude - Bürgerhaus mit vorgekragtem 2. Obergeschoss; vermutlich 18. Jhd. - Schutzgrund: Kulturlandschaft prägend, geschichtlich, wissenschaftlich, städtebaulich | weitere Fotos \| Fotos hochladen |
| 257       | Engelsgrube 10 (53° 52′ 17″ N, 10° 41′ 16″ O)                        | Traufenhaus               | Schutzumfang: Auf das Äußere insbesondere die Fassade zur Engelsgrube - Traufenhaus entstanden vermutlich 17. Jhd. - Schutzgrund: Kulturlandschaft prägend, geschichtlich, wissenschaftlich, städtebaulich | weitere Fotos \| Fotos hochladen |
| 258       | Engelsgrube 11–17/Schifferhof (53° 52′ 17″ N, 10° 41′ 15″ O)         | Schifferhof               | Schutzumfang: Auf die gesamte Anlage - Schifferhof; neu erbaut 1908/09 an der Stelle des seit 1601 bestehenden Schifferganges - Schutzgrund: Kulturlandschaft prägend, geschichtlich, wissenschaftlich, städtebaulich | weitere Fotos \| Fotos hochladen |
| 259       | Engelsgrube 12 (53° 52′ 17″ N, 10° 41′ 15″ O)                        | Traufenhaus               | Schutzumfang: Auf das Äußere des Gebäudes - Traufenhaus entstanden vermutlich 17. Jhd. - Schutzgrund: Kulturlandschaft prägend, geschichtlich, wissenschaftlich, technisch | weitere Fotos \| Fotos hochladen |
| 260       | Engelsgrube 14 (53° 52′ 17″ N, 10° 41′ 15″ O)                        | Traufenhaus               | Schutzumfang: Auf das Äußere insbesondere auf die Front zur Engelsgrube - Kleines Traufenhaus entstanden vermutlich 18. Jhd. - Schutzgrund: Kulturlandschaft prägend, geschichtlich, wissenschaftlich, städtebaulich | weitere Fotos \| Fotos hochladen |
| 261       | Engelsgrube 16 (53° 52′ 17″ N, 10° 41′ 15″ O)                        | Traufenhaus               | Schutzumfang: Auf das Äußere insbesondere auf die Front zur Engelsgrube - Kleines Traufenhaus entstanden vermutlich 18. Jhd. - Schutzgrund: Kulturlandschaft prägend, geschichtlich, wissenschaftlich, städtebaulich | weitere Fotos \| Fotos hochladen |
| 262       | Engelsgrube 18 (53° 52′ 17″ N, 10° 41′ 15″ O)                        | Traufenhaus               | Schutzumfang: Auf das Äußere insbesondere auf die Front zur Engelsgrube - Kleines Traufenhaus; vermutlich 18. Jhd. - Schutzgrund: Kulturlandschaft prägend, geschichtlich, wissenschaftlich, technisch | weitere Fotos \| Fotos hochladen |
| 263       | Engelsgrube 21/Spinnrademacher Gang 6 (53° 52′ 16″ N, 10° 41′ 13″ O) | Querhaus                  | Schutzumfang: Auf das Äußere insbesondere die dem Gang zugekehrte Front - Renaissance-Querhaus des 16. Jhd.; Stolterfohthaus [heute Teil des Schifferhofs, Engelsgrube 11–17] - Schutzgrund: Kulturlandschaft prägend, geschichtlich, wissenschaftlich, städtebaulich | weitere Fotos \| Fotos hochladen |
| 264       | Engelsgrube 23 (53° 52′ 17″ N, 10° 41′ 14″ O)                        | Bürgerhaus                | Schutzumfang: Auf das gesamte Gebäude - Bürgerhaus mit schlichter zweigeschossiger Putzfassade und sparsam gegliedertem Dreieckgiebel des späten 18. Jhd. - Schutzgrund: Kulturlandschaft prägend, geschichtlich, wissenschaftlich, städtebaulich | weitere Fotos \| Fotos hochladen |
| 265       | Engelsgrube 24 (53° 52′ 18″ N, 10° 41′ 14″ O)                        | Bürgerhaus                | Schutzumfang: Auf das Äußere insbesondere auf den Vordergiebel an der Engelsgrube - Bürgerhaus mit gotischem Treppengiebel aus der Zeit um 1500 z.T. mit neueren Fensterdurchbrüchen - Schutzgrund: Kulturlandschaft prägend, geschichtlich, wissenschaftlich, städtebaulich                                                                                                  | BW                               |
| 266       | Engelsgrube 26/Krusen Hof (53° 52′ 18″ N, 10° 41′ 14″ O)             | Querhausanlage            | Schutzumfang: Auf das Äußere des Gebäudezuges - zweigeschossige Querhausanlage; in Fachwerk Ende des 16. Jhd. - Schutzgrund: Kulturlandschaft prägend, geschichtlich, wissenschaftlich, technisch | weitere Fotos \| Fotos hochladen |
| 267       | Engelsgrube 27 (53° 52′ 17″ N, 10° 41′ 13″ O)                        | Bürgerhaus                | Schutzumfang: Auf das Äußere des Gebäudes, die Brandwände, den mittelalterlichen Keller sowie auf konstruktive Teile im Inneren, dazu gehören unter anderem Balkenlagen, Dachstuhl und die erhaltene Fachwerkwand im Erdgeschoss - Bürgerhaus mit Renaissance-Treppengiebel; 16. Jhd. - Schutzgrund: Kulturlandschaft prägend, wissenschaftlich, geschichtlich, städtebaulich | weitere Fotos \| Fotos hochladen |
| 268       | Engelsgrube 28 (53° 52′ 18″ N, 10° 41′ 13″ O)                        | Bürgerhaus                | Schutzumfang: Auf das gesamte Gbeäude bestehend aus Vorderhaus und Seitenflügel - Bürgerhaus mit schweiftem Giebel des späten 18. Jhd. - Schutzgrund: Kulturlandschaft prägend, geschichtlich, städtebaulich, wissenschaftlich | weitere Fotos \| Fotos hochladen |
| 269       | Engelsgrube 31/Sievers Torweg 13 (53° 52′ 16″ N, 10° 41′ 12″ O)      | Fachwerkbude              | Schutzumfang: Auf das Äußere des Gebäudes mit Dachkonstruktion und Treppenanlage des 19. Jhd. im Inneren - Fachwerkbude von 1544; zweigeschossig - Schutzgrund: Kulturlandschaft prägend, geschichtlich, städtebaulich, wissenschaftlich | Fotos hochladen                  |
| 2648      | Engelsgrube 31/Siewers Torweg 17 (53° 52′ 17″ N, 10° 41′ 12″ O)      | Wohnhaus                  | Schutzumfang: Auf das gesamte Ganghaus - Wohnhaus, zweigeschossig mit Satteldach, traufständig, verputzt, doppelhausartige Zusammenfassung zum Nachbarhaus mit nebeneinander liegenden Eingängen - Schutzgrund: wissenschaftlich, städtebaulich | BW                               |
| 270       | Engelsgrube 31/Sievers Torweg 19 (53° 52′ 17″ N, 10° 41′ 12″ O)      | Gangbude                  | Schutzumfang: Auf das Äußere des Gebäudes und die konstruktiven Teile des Gebäudes - zweigeschossiges Ganghaus einer geschlossenen Fachwerkbudenreihe, 1543 dendrochronologisch datiert - Schutzgrund: Kulturlandschaft prägend, geschichtlich, städtebaulich | Fotos hochladen                  |
| 271       | Engelsgrube 31/Sievers Torweg 20 (53° 52′ 17″ N, 10° 41′ 12″ O)      | Fachwerkbude              | Schutzumfang: Auf das gesamte Gebäude - zweigeschossige Fachwerkbude von 1544 - Schutzgrund: Kulturlandschaft prägend, geschichtlich, wissenschaftlich, städtebaulich | BW                               |
| 272       | Engelsgrube 32/Qualmanns Gang 5–9 (53° 52′ 19″ N, 10° 41′ 14″ O)     | Backsteintraufenhaus      | Schutzumfang: Auf das gesamte Gebäude - Großes Backsteintraufenhaus erbaut wohl schon 16. Jhd. - Schutzgrund: Kulturlandschaft prägend, geschichtlich, wissenschaftlich, städtebaulich | BW                               |
| 1698      | Engelsgrube 33 (53° 52′ 17″ N, 10° 41′ 13″ O)                        | Aktualisierung vorgesehen | Aktualisierung vorgesehen | BW                               |
| 273       | Engelsgrube 37 (53° 52′ 17″ N, 10° 41′ 12″ O)                        | zweigeschossiges Gebäude  | Schutzumfang: Auf das gesamte Gebäude - zweigeschossiges Gebäude, bestehend aus Vorderhaus (im Kern 13. Jhd.) und Seitenflügel (im Kern 16. Jhd.) mit Verlängerung - Schutzgrund: Kulturlandschaft prägend, geschichtlich, wissenschaftlich, städtebaulich | BW                               |
| 274       | Engelsgrube 38–42 (53° 52′ 18″ N, 10° 41′ 12″ O)                     | Backsteinbreitbau         | Schutzumfang: Auf das Äußere des Gebäudes - Backsteinbreitbau mit Doppelgiebelfront; erbaut 1911 im Stil der Heimatschutzarchitektur - Schutzgrund: Kulturlandschaft prägend, wissenschaftlich, wissenschaftlich, städtebaulich | Fotos hochladen                  |
| 275       | Engelsgrube 41 (53° 52′ 18″ N, 10° 41′ 11″ O)                        | Bürgerhaus                | Schutzumfang: Auf das Äußere des Gebäudes sowie erhaltenswerte ältere Teile im Inneren - Bürgerhaus mit dreigeschossiger klassizistischer Putzfassade und flachem Dreieckgiebel vor einer Attika - Schutzgrund: Kulturlandschaft prägend, geschichtlich, wissenschaftlich, städtebaulich                                                                                      | weitere Fotos \| Fotos hochladen |
| 276       | Engelsgrube 43/Bäcker Gang 12 (53° 52′ 16″ N, 10° 41′ 10″ O)         | Bude                      | Schutzumfang: Auf das gesamte Gebäude - zweigeschossige Bude mit ehem. vorkragendem Fachwerkobergeschoss und Dacherker aus der Mitte des 16. Jhd. - Schutzgrund: Kulturlandschaft prägend, geschichtlich, wissenschaftlich, städtebaulich | BW                               |
| 277       | Engelsgrube 43/Bäcker Gang 13 (53° 52′ 17″ N, 10° 41′ 10″ O)         | Bude                      | Schutzumfang: Auf das gesamte Gebäude - zweigeschossige Bude mit ehem. vorkragendem Fachwerkobergeschoss und Dacherker aus der Mitte des 16. Jhd. - Schutzgrund: Kulturlandschaft prägend, geschichtlich, wissenschaftlich, städtebaulich | BW                               |
| 278       | Engelsgrube 43/Bäcker Gang 14 (53° 52′ 17″ N, 10° 41′ 10″ O)         | Bude                      | Schutzumfang: Auf das gesamte Gebäude - zweigeschossige Bude mit ehem. vorkragendem Fachwerkobergeschoss und Dacherker aus der Mitte des 16. Jhd. - Schutzgrund: Kulturlandschaft prägend, geschichtlich, wissenschaftlich, städtebaulich | BW                               |
| 279       | Engelsgrube 43/Bäcker Gang 15 (53° 52′ 17″ N, 10° 41′ 10″ O)         | Bude                      | Schutzumfang: Auf das gesamte Gebäude - zweigeschossige Bude mit ehem. vorkragendem Fachwerkobergeschoss und Dacherker aus der Mitte des 16. Jhd. - Schutzgrund: Kulturlandschaft prägend, wissenschaftlich, geschichtlich, städtebaulich | BW                               |
| 280       | Engelsgrube 43/Bäcker Gang 16 (53° 52′ 17″ N, 10° 41′ 10″ O)         | Bude                      | Schutzumfang: Auf das gesamte Gebäude - zweigeschossige Bude mit ehem. vorkragendem Fachwerkobergeschoss und Dacherker aus der Mitte des 16. Jhd. - Schutzgrund: Kulturlandschaft prägend, geschichtlich, wissenschaftlich, städtebaulich | BW                               |
| 281       | Engelsgrube 45 (53° 52′ 18″ N, 10° 41′ 10″ O)                        | Backhaus                  | Schutzumfang: Auf das gesamte Gebäude - Backhaus; 1560 im Zuge einer Erneuerung des Ganges neu erbaut - Schutzgrund: Kulturlandschaft prägend, geschichtlich, wissenschaftlich, städtebaulich | weitere Fotos \| Fotos hochladen |
| 282       | Engelsgrube 47 (53° 52′ 18″ N, 10° 41′ 10″ O)                        | Backsteingiebelhaus       | Schutzumfang: Auf das Äußere des Gebäudes, insbesondere auf die Fassade zur Engelsgrube und im Inneren auf den Dielenraum mit der auf zwei Stützen ruhenden Balkendecke - Backsteingiebelhaus mit durch Firstzinne betontem Dreieckgiebel - Schutzgrund: Kulturlandschaft prägend, geschichtlich, wissenschaftlich, städtebaulich                                             | weitere Fotos \| Fotos hochladen |
| 2642      | Engelsgrube 51 (53° 52′ 18″ N, 10° 41′ 9″ O)                         | Wohn- und Geschäftshaus   | Schutzumfang: Auf das Vorderhaus mit Seitenflügel, rückwärtige Freifläche - Im Kern Rotbrauerhaus, in der zweiten Hälfte 19. Jhd. umfassend verändert - Schutzgrund: städtebaulich, wissenschaftlich, geschichtlich | BW                               |
| 283       | Engelsgrube 53 (53° 52′ 18″ N, 10° 41′ 9″ O)                         | Wohngebäude               | Schutzumfang: Auf das gesamte Gebäudes (Vorderhaus und Flügel) einschl. Binnenhof - Wohngebäude mit Gewerbenutzung im Erdgeschoss, des ausgehenden 19. Jhd. mit langgestrecktem Seitenflügel und Innenhof - Schutzgrund: Kulturlandschaft prägend, geschichtlich, städtebaulich                                                                                               | weitere Fotos \| Fotos hochladen |
| 284       | Engelsgrube 55 (53° 52′ 18″ N, 10° 41′ 8″ O)                         | Eckgebäude                | Schutzumfang: Auf das Äußere des Gebäudes einschl. Kämpfer und Oberlicht des Eingangsportals - dreigeschossiges Eckgebäude mit spätklassizistischer Putzfassade aus der Zeit um 1870 auf spätmittelalterlicher Grundstücksparzelle - Schutzgrund: Kulturlandschaft prägend, städtebaulich, künstlerisch                                                                       | weitere Fotos \| Fotos hochladen |
| 285       | Engelsgrube 56 (53° 52′ 19″ N, 10° 41′ 9″ O)                         | Bürgerhaus                | Schutzumfang: Auf das gesamte Gebäude - Bürgerhaus mit gotischem Treppengiebel aus dem 15. Jhd. - Schutzgrund: Kulturlandschaft prägend, geschichtlich, wissenschaftlich, städtebaulich | weitere Fotos \| Fotos hochladen |
| 286       | Engelsgrube 58 (53° 52′ 19″ N, 10° 41′ 8″ O)                         | Bürgerhaus                | Schutzumfang: Auf das Äußere des Gebäudes - Bürgerhaus mit abgeschweiftem Giebel des späten 18. Jhd. - Schutzgrund: Kulturlandschaft prägend, geschichtlich, wissenschaftlich, städtebaulich | weitere Fotos \| Fotos hochladen |
| 2583      | Engelsgrube 59 (53° 52′ 18″ N, 10° 41′ 7″ O)                         | Wohn- und Geschäftshaus   | Schutzumfang: Gesamtes Gebäude sowie die erhaltenen Glintmauern - viergeschossiges Wohn- und Geschäftshaus mit ausgebautem, flachgedecktem Dachgeschoss, errichtet 1908, 2011/12 saniert - Schutzgrund: geschichtlich, städtebaulich | BW                               |
| 287       | Engelsgrube 60 (53° 52′ 19″ N, 10° 41′ 8″ O)                         | Bürgerhaus                | Schutzumfang: Auf das gesamte Gebäude - dreigeschossiges Bürgerhaus mit klassizistischer, durch flachen Dreieckgiebel abgeschlossener Putzfassade aus der Zeit um 1800 - Schutzgrund: Kulturlandschaft prägend, geschichtlich, wissenschaftlich, städtebaulich | weitere Fotos \| Fotos hochladen |
| 1213      | Engelsgrube 61/Brantweinbrennergang 8 (53° 52′ 17″ N, 10° 41′ 5″ O)  | Ganghaus                  | Schutzumfang: Auf das gesamte Gebäude - Ganghaus des 16. Jhd. mit prägender spätklassizistischer Überformung (1868/69) - Schutzgrund: geschichtlich, wissenschaftlich, städtebaulich, Kulturlandschaft prägend | BW                               |
| 1211      | Engelsgrube 61/Brantweinbrennergang 7 (53° 52′ 17″ N, 10° 41′ 5″ O)  | Ganghaus                  | Schutzumfang: Auf das gesamte Gebäude - Ganghaus des 16. Jhd. mit prägender spätklassizistischer Überformung (1868/69); eingeschossig mit nicht ganz hausbreitem eineinhalbgeschossigen Dachausbau - Schutzgrund: geschichtlich, wissenschaftlich, städtebaulich, Kulturlandschaft prägend                                                                                    | BW                               |
| 288       | Engelsgrube 62 (53° 52′ 19″ N, 10° 41′ 7″ O)                         | Bürgerhaus                | Schutzumfang: Auf das Äußere des Gebäudes, insbesondere auf die Fassade zur Engelsgrube - Bürgerhaus mit dreigeschossiger klassizistischer Putzfassade und rechteckigem, durch flaches Dreieck bekrönten Giebelaufsatz - Schutzgrund: Kulturlandschaft prägend, geschichtlich, wissenschaftlich, städtebaulich                                                                | weitere Fotos \| Fotos hochladen |
| 289       | Engelsgrube 64 (53° 52′ 20″ N, 10° 41′ 7″ O)                         | Bürgerhaus                | Schutzumfang: Auf das Äußere des Gebäudes, insbesondere auf die Fassade zur Engelsgrube - Bürgerhaus mit Renaissance-Treppengiebel aus der Zeit um 1600 - Schutzgrund: Kulturlandschaft prägend, geschichtlich, wissenschaftlich, städtebaulich | weitere Fotos \| Fotos hochladen |
| 290       | Engelsgrube 65–69 (53° 52′ 19″ N, 10° 41′ 6″ O)                      | Traufenhaus               | Schutzumfang: Auf das Äußere des Gebäudes sowie erhaltenswerte ältere Teile im Inneren - Traufenhaus mit dreigeschossiger klassizistischer Putzfassade von 5 Achsen - Schutzgrund: Kulturlandschaft prägend, geschichtlich, wissenschaftlich, städtebaulich | Fotos hochladen                  |
| 291       | Engelsgrube 66 (53° 52′ 20″ N, 10° 41′ 6″ O)                         | Speicherbau               | Schutzumfang: Auf das Äußere des Gebäudes, insbesondere auf die Fassade zur Engelsgrube - Speicherbau des 17. Jhd. mit waagerechtem Fassadenabschluss aus der Zeit um 1800; 1926–1964 Kino Luxor, heute Museum Haus Hansestadt Danzig - Schutzgrund: Kulturlandschaft prägend, geschichtlich, wissenschaftlich, städtebaulich                                                 | weitere Fotos \| Fotos hochladen |
| 292       | Engelsgrube 68 (53° 52′ 20″ N, 10° 41′ 6″ O)                         | Bürgerhaus                | Schutzumfang: Auf das Äußere des Gebäudes, insbesondere auf die Fassade zur Engelsgrube - Bürgerhaus mit hochgestaffeltem Renaissance-Treppengiebel (Speicherböden) aus der Zeit um 1600 - Schutzgrund: Kulturlandschaft prägend, geschichtlich, wissenschaftlich, technisch                                                                                                  | weitere Fotos \| Fotos hochladen |
| 293       | Engelsgrube 71 (53° 52′ 19″ N, 10° 41′ 6″ O)                         | Traufenhaus               | Schutzumfang: Auf das Äußere des Gebäudes, insbesondere auf die Fassade zur Engelsgrube - Vorderhaus zu Zerrahhns Gang; schlichtes zweigeschossiges Traufenhaus mit vorgekragtem Fachwerkobergeschoss und Dacherker - Schutzgrund: Kulturlandschaft prägend, geschichtlich, wissenschaftlich, städtebaulich                                                                   | weitere Fotos \| Fotos hochladen |
| 294       | Engelsgrube 74 (53° 52′ 20″ N, 10° 41′ 5″ O)                         | Bürgerhaus                | Schutzumfang: Auf das gesamte Gebäude - Bürgerhaus des 18. Jhd. mit barockem zweiteiligen, doppelt abgeschweiften Volutengiebel - Schutzgrund: Kulturlandschaft prägend, geschichtlich, wissenschaftlich, städtebaulich | weitere Fotos \| Fotos hochladen |
| 295       | Engelsgrube 76 (53° 52′ 20″ N, 10° 41′ 4″ O)                         | Bürgerhaus                | Schutzumfang: Auf das Äußere des Gebäudes insbesondere auf die Fassade zur Engelsgrube - Bürgerhaus aus der Zeit um 1800 mit klar gegliederter klassizistischer Fassade - Schutzgrund: Kulturlandschaft prägend, geschichtlich, wissenschaftlich, städtebaulich | weitere Fotos \| Fotos hochladen |
| 296       | Engelsgrube 81 (53° 52′ 19″ N, 10° 41′ 5″ O)                         | Bürgerhaus                | Schutzumfang: Auf das Äußere des Gebäudes - Bürgerhaus aus der 2. Hälfte des 16. Jhd.; Renaissance-Treppengiebel - Schutzgrund: Kulturlandschaft prägend, geschichtlich, wissenschaftlich, städtebaulich | weitere Fotos \| Fotos hochladen |
| 297       | Engelsgrube 83 (53° 52′ 19″ N, 10° 41′ 4″ O)                         | Bürgerhaus                | Schutzumfang: Auf das Äußere des Gebäudes, insbesondere auf die Fassade zur Engelsgrube - Bürgerhaus der 2. Hälfte des 16. Jhd.; Renaissance-Treppengiebe - Schutzgrund: Kulturlandschaft prägend, geschichtlich, wissenschaftlich, städtebaulich | weitere Fotos \| Fotos hochladen |
| 298       | Engelsgrube 85 (53° 52′ 19″ N, 10° 41′ 4″ O)                         | Bürgerhaus                | Schutzumfang: Auf das Äußere des Gebäudes - Bürgerhaus an der Ecke zur Großen Kiesau mit verputzter Fassade und geschweiftem Giebel mit dreieckigem Giebelkopf - Schutzgrund: Kulturlandschaft prägend, geschichtlich, wissenschaftlich, technisch | weitere Fotos \| Fotos hochladen |

## Engelswisch
| Objekt-ID | Lage                                                              | Offizielle Bezeichnung | Beschreibung | Bild                             |
| --------- | ----------------------------------------------------------------- | ---------------------- | --- | -------------------------------- |
| 299       | Engelswisch 1 (53° 52′ 24″ N, 10° 41′ 16″ O)                      | Kleinhaus              | Schutzumfang: Auf das Äußere des Gebäudes - Kleinhaus mit Dacherker aus der Zeit um 1800 - Schutzgrund: Kulturlandschaft prägend, geschichtlich, wissenschaftlich, städtebaulich | weitere Fotos \| Fotos hochladen |
| 1214      | Engelswisch 2 (53° 52′ 24″ N, 10° 41′ 16″ O)                      | Traufenhaus            | Schutzumfang: Auf das gesamte Gebäude - zweigeschossiges dreiachsiges Traufenhaus mit klassizistischer, horizontal durch Gesimse und regelmäßig gesetzte Fenster - Schutzgrund: geschichtlich, wissenschaftlich, städtebaulich, Kulturlandschaft prägend                                                                                              | BW                               |
| 300       | Engelswisch 3 (53° 52′ 24″ N, 10° 41′ 16″ O)                      | Kleinhaus              | Schutzumfang: Auf das Äußere des Gebäudes - Kleinhaus mit Dacherker aus der Zeit um 1800 - Schutzgrund: Kulturlandschaft prägend, geschichtlich, wissenschaftlich, städtebaulich | weitere Fotos \| Fotos hochladen |
| 301       | Engelswisch 9 (53° 52′ 23″ N, 10° 41′ 15″ O)                      | Traufenhaus            | Schutzumfang: Auf das Äußere des Gebäudes sowie erhaltenswerte ältere Teile im Inneren - Kleines Traufenhaus mit schlichter zweigeschossiger Putzfassade aus dem frühen 19. Jhd. sowie einfacher klassizistischer Haustür - Schutzgrund: Kulturlandschaft prägend, geschichtlich, wissenschaftlich, städtebaulich                                     | weitere Fotos \| Fotos hochladen |
| 302       | Engelswisch 10 (53° 52′ 23″ N, 10° 41′ 15″ O)                     | Bürgerhaus             | Schutzumfang: Auf das gesamte Gebäude, bestehend aus Vorderhaus und Seitenflügel - zweigeschossiges Bürgerhaus mit klassizistischer Putzfassade aus der Zeit um 1820 - Schutzgrund: Kulturlandschaft prägend, geschichtlich, städtebaulich, wissenschaftlich                                                                                          | weitere Fotos \| Fotos hochladen |
| 303       | Engelswisch 11 (53° 52′ 23″ N, 10° 41′ 15″ O)                     | Kleinhaus              | Schutzumfang: Auf das Äußere des Gebäudes, insbesondere auf die Fassade zur Engelswisch sowie auf den alten Treppenlauf - zweigeschossiges Kleinhaus mit dreieckübergiebeltem Dacherker und verputzter Fassade aus dem späten 18. Jhd. - Schutzgrund: Kulturlandschaft prägend, geschichtlich, wissenschaftlich, städtebaulich                        | weitere Fotos \| Fotos hochladen |
| 304       | Engelswisch 12 (53° 52′ 23″ N, 10° 41′ 14″ O)                     | Bürgerhaus             | Schutzumfang: Auf das Äußere des Gebäudes - Bürgerhaus mit abgeschrägtem Renaissance-Giebel; vermutlich 17. Jhd. - Schutzgrund: Kulturlandschaft prägend, geschichtlich, wissenschaftlich, städtebaulich | weitere Fotos \| Fotos hochladen |
| 305       | Engelswisch 13 a (53° 52′ 23″ N, 10° 41′ 16″ O)                   | Backsteinhaus          | Schutzumfang: Auf das Äußere des Gebäudes sowie auf das Windenrad im Spitzboden - zweigeschossiges freistehendes Backsteinhaus; orientiert nach Norden - Schutzgrund: Kulturlandschaft prägend, wissenschaftlich, wissenschaftlich, städtebaulich | Fotos hochladen                  |
| 306       | Engelswisch 14 (53° 52′ 23″ N, 10° 41′ 14″ O)                     | Bürgerhaus             | Schutzumfang: Auf das gesamte Gebäude - Bürgerhaus mit Backsteingiebel; zweigeschossig aus dem späten 16. Jhd. - Eckgebäude – Petersilienstraße 1 - Schutzgrund: Kulturlandschaft prägend, wissenschaftlich, wissenschaftlich, städtebaulich | Fotos hochladen                  |
| 307       | Engelswisch 16 (53° 52′ 23″ N, 10° 41′ 13″ O)                     | Traufenhaus            | Schutzumfang: Auf das gesamte Gebäude - Kleines Traufenhaus von zwei Geschossen mit schlichter dreiachsiger klassizistischer Putzfront - Schutzgrund: Kulturlandschaft prägend, geschichtlich, wissenschaftlich, städtebaulich | Fotos hochladen                  |
| 308       | Engelswisch 17 (53° 52′ 23″ N, 10° 41′ 15″ O)                     | Bürgerhaus             | Schutzumfang: Auf das Äußere des Gebäudes insbesondere auf die Fassade zur Engelswisch - Bürgerhaus mit ehem. Renaissance-Treppengiebel des 16. Jhd. - Schutzgrund: Kulturlandschaft prägend, geschichtlich, wissenschaftlich, städtebaulich | Fotos hochladen                  |
| 309       | Engelswisch 18 (53° 52′ 23″ N, 10° 41′ 13″ O)                     | Traufenhaus            | Schutzumfang: Auf das gesamte Gebäude - Kleines Traufenhaus mit zweigeschossiger klassizistischer Putzfassade; zusammen mit Nr. 16 unter einem Dach - Schutzgrund: Kulturlandschaft prägend, geschichtlich, wissenschaftlich, städtebaulich | Fotos hochladen                  |
| 310       | Engelswisch 19 (53° 52′ 23″ N, 10° 41′ 14″ O)                     | Bürgerhaus             | Schutzumfang: Auf das Äußere des Gebäudes, insbesondere die Fassade an der Engelswisch - Bürgerhaus mit Renaissance-Treppengiebel des 16. Jhd. - Schutzgrund: Kulturlandschaft prägend, geschichtlich, wissenschaftlich, städtebaulich | weitere Fotos \| Fotos hochladen |
| 311       | Engelswisch 20/Dunkelgrüner Gang 1 (53° 52′ 23″ N, 10° 41′ 13″ O) | Gangbude               | Schutzumfang: Auf das gesamte Gebäude mit Hausvorfeld und rückwärtiger Grundstücksfläche - Gangbude des späten 16. Jhd. zusammen mit dem Seitenflügel von Engelswisch 22 - Schutzgrund: Kulturlandschaft prägend, geschichtlich, städtebaulich | weitere Fotos \| Fotos hochladen |
| 312       | Engelswisch 21 (53° 52′ 23″ N, 10° 41′ 14″ O)                     | Bürgerhaus             | Schutzumfang: Auf das Äußere des Gebäudes insbesondere die Giebelfront an der Engelswisch - Bürgerhaus mit Renaissance-Treppengiebel des 16. Jhd. - Schutzgrund: Kulturlandschaft prägend, geschichtlich, wissenschaftlich, städtebaulich | weitere Fotos \| Fotos hochladen |
| 313       | Engelswisch 22 (53° 52′ 23″ N, 10° 41′ 13″ O)                     | Querhaus               | Schutzumfang: Auf das gesamte Gebäude mit Seitenflügel und Gangzuwegung - Querhaus mit barockem Dacherker und Haustür des 18. Jhd. - Schutzgrund: Kulturlandschaft prägend, geschichtlich, wissenschaftlich, städtebaulich | weitere Fotos \| Fotos hochladen |
| 314       | Engelswisch 24 (53° 52′ 22″ N, 10° 41′ 13″ O)                     | Kleinbürgerhaus        | Schutzumfang: Auf das gesamte Gebäude - Kleinbürgerhaus mit dreigeschossiger Putzfassade aus der 1. Hälfte des 19. Jhd. - Schutzgrund: Kulturlandschaft prägend, geschichtlich, wissenschaftlich, städtebaulich | weitere Fotos \| Fotos hochladen |
| 315       | Engelswisch 26 (53° 52′ 22″ N, 10° 41′ 12″ O)                     | Querhaus               | Schutzumfang: Auf das gesamte Gebäude einschl. rückwärtigem Flügelanbau - Querhaus mit barockem Dacherker; Fensteröffnungen und Haustür im Original erhalten - Schutzgrund: Kulturlandschaft prägend, geschichtlich, städtebaulich | Fotos hochladen                  |
| 316       | Engelswisch 30 (53° 52′ 22″ N, 10° 41′ 12″ O)                     | Traufenhaus            | Schutzumfang: Auf das Äußere des Gebäudes sowie erhaltenswerte ältere Teile im Inneren - Kleines zweigeschossiges Traufenhaus mit dreieckig geschlossenem Zwerchgiebel aus der Zeit um 1800 - Schutzgrund: Kulturlandschaft prägend, geschichtlich, wissenschaftlich, städtebaulich                                                                   | weitere Fotos \| Fotos hochladen |
| 317       | Engelswisch 31 (53° 52′ 22″ N, 10° 41′ 13″ O)                     | Traufenhaus            | Schutzumfang: Auf das gesamte Gebäude mit Flügel, Durchfahrt und kleinem Hof sowie den erhaltenen Resten der Innenausstattung - Traufenbeständiges, zweigeschossiges Gebäude Baujahr um 1780 - Schutzgrund: Kulturlandschaft prägend, städtebaulich, geschichtlich                                                                                    | Fotos hochladen                  |
| 1349      | Engelswisch 33/Torweg 5 (53° 52′ 21″ N, 10° 41′ 15″ O)            | Ganghaus               | Schutzumfang: Auf das gesamte Gebäude - Ganghaus am Ende einer traufständigen Ganghauszeile Nr. 1 bis 5 unter einem Dach - Schutzgrund: geschichtlich, wissenschaftlich, städtebaulich, Kulturlandschaft prägend | BW                               |
| 3241      | Engelswisch 43–45 (53° 52′ 21″ N, 10° 41′ 12″ O)                  | Wohnhaus               | Schutzumfang: Auf das gesamte Vorderhaus sowie das gesamte Werkstattgebäude im rückwärtigen Grundstücksbereich - Wohnhaus, 1904 errichtet; fünfachsige Fassade in der Formensprache des Jugendstils - Schutzgrund: geschichtlich, künstlerisch, städtebaulich, Kulturlandschaft prägend                                                               | BW                               |
| 318       | Engelswisch 47 (53° 52′ 21″ N, 10° 41′ 11″ O)                     | Bürgerhaus             | Schutzumfang: Auf das Äußere des Gebäudes, insbesondere die Fassade zur Engelswisch sowie die Haustür - Bürgerhaus des 18. Jhd. mit breitem barocken Dacherkergiebel - Schutzgrund: Kulturlandschaft prägend, geschichtlich, wissenschaftlich, städtebaulich                                                                                          | weitere Fotos \| Fotos hochladen |
| 319       | Engelswisch 48 (53° 52′ 21″ N, 10° 41′ 10″ O)                     | Bürgerhaus             | Schutzumfang: Fassade des Gebäudes an der Engelswisch - Bürgerhaus mit Renaissance-Treppengiebel des 17. Jhd. - Schutzgrund: Kulturlandschaft prägend, geschichtlich, wissenschaftlich, städtebaulich | weitere Fotos \| Fotos hochladen |
| 320       | Engelswisch 50 (53° 52′ 21″ N, 10° 41′ 10″ O)                     | Speicherbau            | Schutzumfang: Auf das Äußere des Gebäudes - Speicherbau des 16. Jhd. mit hohem Renaissance-Treppengiebel - Schutzgrund: Kulturlandschaft prägend, geschichtlich, wissenschaftlich, städtebaulich | weitere Fotos \| Fotos hochladen |
| 1215      | Engelswisch 55 (53° 52′ 20″ N, 10° 41′ 11″ O)                     | Wohnhaus               | Schutzumfang: Auf das gesamte Gebäude, bestehend aus Vorderhaus und Seitenflügel - dreigeschossiges zweiachsiges Wohnhaus, im Kern frühes 17. Jhd., 1870/80 aufgestockt und mit spätklassizistischer, von ausladendem Kranzgesims abgeschlossener Putzfassade - Schutzgrund: geschichtlich, wissenschaftlich, städtebaulich, Kulturlandschaft prägend | BW                               |
| 321       | Engelswisch 59 (53° 52′ 20″ N, 10° 41′ 10″ O)                     | Bürgerhaus             | Schutzumfang: Auf das gesamte Gebäude, bestehend aus Vorderhaus und Seitenflügel - Bürgerhaus mit einfachem Treppengiebel sowie Haustür mit Oberlicht des 18. Jhd. - Schutzgrund: Kulturlandschaft prägend, geschichtlich, wissenschaftlich, städtebaulich                                                                                            | weitere Fotos \| Fotos hochladen |
| 1699      | Engelswisch 61 (53° 52′ 20″ N, 10° 41′ 10″ O)                     | Kleinhaus              | Schutzumfang: Auf das gesamte Gebäude mit Hofumfassung - Zweigeschossiges traufständiges Kleinhaus; im Kern aus dem 16. Jahrhundert und an dieser Stelle seit dem 14. Jahrhundert als Bestandteile einer Budenreihe nachweisba - Schutzgrund: geschichtlich, wissenschaftlich, Kulturlandschaft prägend                                               | BW                               |
| 322       | Engelswisch 65 (53° 52′ 20″ N, 10° 41′ 10″ O)                     | Traufenhaus            | Schutzumfang: Auf das Äußere des Gebäudes, insbesondere die Fassade zur Engelswisch mit dem Satteldach - zweigeschossiges Backsteintraufenhaus mit kleinem Fachwerkdacherker und einem niedrigen, rundbogigen, profilierten Portal - Schutzgrund: Kulturlandschaft prägend, geschichtlich, wissenschaftlich, städtebaulich                            | weitere Fotos \| Fotos hochladen |

## Fegefeuer
Im Marien Quartier.
| Objekt-ID | Lage                                           | Offizielle Bezeichnung | Beschreibung | Bild                             |
| --------- | ---------------------------------------------- | ---------------------- | --- | -------------------------------- |
| 323       | Fegefeuer 4 (53° 51′ 45″ N, 10° 41′ 12″ O)     | Bürgerhaus             | Schutzumfang: Auf das Äußere des Gebäudes, insbesondere auf die Fassade zum Fegefeuer und auf erhaltenswerte ältere Teile im Inneren - Kleines Bürgerhaus mit dreieckig bekröntem Dacherker aus der Zeit um 1800 - Schutzgrund: Kulturlandschaft prägend, geschichtlich, wissenschaftlich, städtebaulich | weitere Fotos \| Fotos hochladen |
| 324       | Fegefeuer 6 (53° 51′ 44″ N, 10° 41′ 12″ O)     | Bürgerhaus             | Schutzumfang: Auf das Äußere des Gebäudes, insbesondere die Fassade zum Fegefeuer sowie auf erhaltenswerte ältere Teile im Inneren - Kleines Bürgerhaus mit halbrund bekröntem Dacherker aus der Zeit um 1800 - Schutzgrund: Kulturlandschaft prägend, geschichtlich, wissenschaftlich, städtebaulich    | weitere Fotos \| Fotos hochladen |
| 325       | Fegefeuer 8 (53° 51′ 44″ N, 10° 41′ 12″ O)     | Bürgerhaus             | Schutzumfang: Auf das Äußere des Gebäudes, insbesondere die Fassade zum Fegefeuer sowie erhaltenswerte ältere Teile im Inneren - Kleines Bürgerhaus mit dreieckig bekröntem Dacherker aus der Zeit um 1800 - Schutzgrund: Kulturlandschaft prägend, geschichtlich, wissenschaftlich, technisch           | weitere Fotos \| Fotos hochladen |
| 326       | Fegefeuer 10 (53° 51′ 44″ N, 10° 41′ 12″ O)    | Bürgerhaus             | Schutzumfang: Auf das Äußere des Gebäudes, insbesondere die Fassade zum Fegefeuer sowie erhaltenswerte ältere Teile im Inneren - Kleines Bürgerhaus mit halbrund bekröntem Dacherker - Schutzgrund: Kulturlandschaft prägend, geschichtlich, wissenschaftlich, städtebaulich                             | weitere Fotos \| Fotos hochladen |
| 1785      | Fegefeuer 17–19 (53° 51′ 43″ N, 10° 41′ 13″ O) | Wohnhaus               | Schutzumfang: Auf das gesamte Gebäude - Im Innenbereich des Blocks 44; unter Einbezug mittelalterlicher Grundmauern neuerbaut 1935/37 als Possehl-Hof - Schutzgrund: geschichtlich, städtebaulich | weitere Fotos \| Fotos hochladen |
| 327       | Fegefeuer 21 (53° 51′ 43″ N, 10° 41′ 12″ O)    | Bürgerhaus             | Schutzumfang: Auf das Äußere des Gebäudes - Kleines Bürgerhaus; einheitlich gestalteter Häuserblock vom Anfang des 19. Jhd.; 1804 auf einer ehemaligen Domherren-Kurie errichtetes klassizistisches Wohnhaus - Schutzgrund: Kulturlandschaft prägend, geschichtlich, wissenschaftlich, städtebaulich     | weitere Fotos \| Fotos hochladen |
| 328       | Fegefeuer 23 (53° 51′ 43″ N, 10° 41′ 12″ O)    | Bürgerhaus             | Schutzumfang: Auf das Äußere des Gebäudes - Kleines Bürgerhaus; einheitlich gestalteter Häuserblock vom Anfang des 19. Jhd.; 1804 auf einer ehemaligen Domherren-Kurie errichtetes klassizistisches Wohnhaus - Schutzgrund: Kulturlandschaft prägend, geschichtlich, wissenschaftlich, städtebaulich     | weitere Fotos \| Fotos hochladen |
| 329       | Fegefeuer 25 (53° 51′ 43″ N, 10° 41′ 12″ O)    | Bürgerhaus             | Schutzumfang: Auf das Äußere des Gebäudes - Kleines Bürgerhaus; einheitlich gestalteter Häuserblock vom Anfang des 19. Jhd.; 1804 auf einer ehemaligen Domherren-Kurie errichtetes klassizistisches Wohnhaus - Schutzgrund: Kulturlandschaft prägend, geschichtlich, wissenschaftlich, städtebaulich     | weitere Fotos \| Fotos hochladen |
| 330       | Fegefeuer 27 (53° 51′ 42″ N, 10° 41′ 11″ O)    | Bürgerhaus             | Schutzumfang: Auf das Äußere des Gebäudes - Kleines Bürgerhaus, einheitlich gestaltete Häusergruppe vom Anfang des 19. Jhd.; 1804 auf einer ehemaligen Domherren-Kurie errichtetes klassizistisches Wohnhaus - Schutzgrund: Kulturlandschaft prägend, geschichtlich, wissenschaftlich, städtebaulich     | weitere Fotos \| Fotos hochladen |
| 331       | Fegefeuer 29 (53° 51′ 42″ N, 10° 41′ 11″ O)    | Bürgerhaus             | Schutzumfang: Auf das Äußere des Gebäudes - Kleines Bürgerhaus mit Dacherker und Haustür aus der Entstehungszeit; 1804 auf einer ehemaligen Domherren-Kurie errichtetes klassizistisches Wohnhaus - Schutzgrund: Kulturlandschaft prägend, geschichtlich, wissenschaftlich, städtebaulich                | weitere Fotos \| Fotos hochladen |

## Fischergrube
| Objekt-ID | Lage                                                           | Offizielle Bezeichnung    | Beschreibung | Bild                             |
| --------- | -------------------------------------------------------------- | ------------------------- | --- | -------------------------------- |
| 332       | Fischergrube 10 (53° 52′ 14″ N, 10° 41′ 13″ O)                 | Traufenhaus               | Schutzumfang: Auf das gesamte Gebäude - dreigeschossiges Traufenhaus mit schlichter klassizistischer Putzfassade des frühen 19. Jhd. - Schutzgrund: Kulturlandschaft prägend, wissenschaftlich, geschichtlich, städtebaulich | weitere Fotos \| Fotos hochladen |
| 333       | Fischergrube 14 (53° 52′ 14″ N, 10° 41′ 12″ O)                 | Speichergebäude           | Schutzumfang: Auf das Äußere des Gebäudes, insbesondere auf die Fassade zur Fischergrube, sowie auf die überwölbte Durchfahrt - Schmales ehem. Speichergebäude mit schlichtem Spitzgiebel; vermutlich aus dem 17. Jhd. - Schutzgrund: Kulturlandschaft prägend, geschichtlich, wissenschaftlich, städtebaulich | weitere Fotos \| Fotos hochladen |
| 334       | Fischergrube 16 (53° 52′ 14″ N, 10° 41′ 12″ O)                 | Bürgerhaus                | Schutzumfang: Auf das Äußere des Gebäudes, insbesondere die Fassade an der Fischergrube einschl. die Haustür - Schmales Bürgerhaus mit gotischem Treppengiebel des 15. Jhd. - Schutzgrund: Kulturlandschaft prägend, geschichtlich, wissenschaftlich, städtebaulich | weitere Fotos \| Fotos hochladen |
| 335       | Fischergrube 18 (53° 52′ 14″ N, 10° 41′ 12″ O)                 | Bürgerhaus                | Schutzumfang: Auf das gesamte Gebäude - zweigeschossiges Bürgerhaus mit Renaissance-Treppengiebel des 17. Jhd. - Schutzgrund: Kulturlandschaft prägend, geschichtlich, wissenschaftlich, technisch | weitere Fotos \| Fotos hochladen |
| 336       | Fischergrube 20 (53° 52′ 14″ N, 10° 41′ 11″ O)                 | Bürgerhaus                | Schutzumfang: Auf das Äußere des Gebäudes sowie auf den Dielenteil mit der alten Treppe - zweigeschossiges Bürgerhaus mit spätbarocker verputzter Fassade - Schutzgrund: städtebaulich, geschichtlich, wissenschaftlich, städtebaulich | weitere Fotos \| Fotos hochladen |
| 337       | Fischergrube 22 (53° 52′ 14″ N, 10° 41′ 11″ O)                 | Bürgerhaus                | Schutzumfang: Auf das Äußere des Gebäudes sowie erhaltenswerte ältere Teile im Inneren - Bürgerhaus mit hohem Stufengiebel des 17. Jhd. - Schutzgrund: Kulturlandschaft prägend, geschichtlich, wissenschaftlich, städtebaulich | weitere Fotos \| Fotos hochladen |
| 338       | Fischergrube 27 (53° 52′ 14″ N, 10° 41′ 8″ O)                  | Bürgerhaus                | Schutzumfang: Auf das gesamte Gebäude (ohne Seitenflügel) - Bürgerhaus des 18. Jhd. mit barockem Giebel - Schutzgrund: Kulturlandschaft prägend, städtebaulich, geschichtlich, wissenschaftlich | Fotos hochladen                  |
| 339       | Fischergrube 29 (53° 52′ 14″ N, 10° 41′ 7″ O)                  | Traufenhaus               | Schutzumfang: Auf das Äußere des Gebäudes - Traufständiges Gebäude mit großem Zwerchgiebel zur Fischergrube - Schutzgrund: Kulturlandschaft prägend, geschichtlich, wissenschaftlich, städtebaulich | Fotos hochladen                  |
| 340       | Fischergrube 37 (53° 52′ 14″ N, 10° 41′ 6″ O)                  | Traufenhaus               | Schutzumfang: Auf das gesamte Gebäude, bestehend aus Vorderhaus und Seitenflügel - Traufenhaus aus der Zeit um 1600 mit kleinem Flügelanbau in Fachwerk - Schutzgrund: Kulturlandschaft prägend, städtebaulich, wissenschaftlich | Fotos hochladen                  |
| 341       | Fischergrube 38/Lüngreens Gang 5 (53° 52′ 16″ N, 10° 41′ 9″ O) | Ganghaus                  | Schutzumfang: Auf das Äußere des Gebäudes - Ganghaus mit profiliertem rundbogigen Portal; vermutlich noch aus dem 17. Jhd. - Schutzgrund: Kulturlandschaft prägend, geschichtlich, wissenschaftlich, technisch | BW                               |
| 342       | Fischergrube 38/Lüngreens Gang 6 (53° 52′ 15″ N, 10° 41′ 9″ O) | Ganghaus                  | Schutzumfang: Auf das gesamte Gebäude - Ganghaus mit profiliertem rundbogigen Portal - Schutzgrund: geschichtlich, wissenschaftlich, städtebaulich | BW                               |
| 343       | Fischergrube 38/Lüngreens Gang 7 (53° 52′ 15″ N, 10° 41′ 9″ O) | Ganghaus                  | Schutzumfang: Auf das Äußere des Gebäudes - Ganghaus mit profiliertem rundbogigen Portal; vermutlich noch aus dem 17. Jhd. - Schutzgrund: Kulturlandschaft prägend, geschichtlich, wissenschaftlich, städtebaulich | BW                               |
| 344       | Fischergrube 38/Lüngreens Gang 8 (53° 52′ 15″ N, 10° 41′ 9″ O) | Ganghaus                  | Schutzumfang: Auf das Äußere des Gebäudes - Ganghaus mit profiliertem rundbogigen Portal; vermutlich noch aus dem 17. Jhd. - Schutzgrund: Kulturlandschaft prägend, geschichtlich, wissenschaftlich, städtebaulich | BW                               |
| 345       | Fischergrube 38/Lüngreens Gang 9 (53° 52′ 15″ N, 10° 41′ 9″ O) | Ganghaus                  | Schutzumfang: Auf das Äußere des Gebäudes - Ganghaus mit profiliertem rundbogigen Portal; vermutlich noch aus dem 17. Jhd. - Schutzgrund: städtebaulich, wissenschaftlich, geschichtlich, städtebaulich | BW                               |
| 1701      | Fischergrube 39 (53° 52′ 14″ N, 10° 41′ 6″ O)                  | Aktualisierung vorgesehen | Aktualisierung vorgesehen | BW                               |
| 346       | Fischergrube 40 (53° 52′ 15″ N, 10° 41′ 8″ O)                  | Giebelhaus                | Schutzumfang: Auf das gesamte Gebäude einschl. des alten Flügelbaus, in dessen EG sich der Saal befindet - dreigeschossiges Haus mit stark geschweiftem, dreieckbekrönten Giebel aus dem späten 18. Jhd. - Schutzgrund: Kulturlandschaft prägend, geschichtlich, wissenschaftlich, städtebaulich | Fotos hochladen                  |
| 347       | Fischergrube 42 (53° 52′ 15″ N, 10° 41′ 8″ O)                  | Bürgerhaus                | Schutzumfang: Auf das Äußere des Gebäudes, insbesondere auf die Fassade zur Fischergrube - Bürgerhaus des 18. Jhd. mit barockem Volutengiebel - Schutzgrund: Kulturlandschaft prägend, geschichtlich, wissenschaftlich, städtebaulich | weitere Fotos \| Fotos hochladen |
| 348       | Fischergrube 46 (53° 52′ 15″ N, 10° 41′ 7″ O)                  | Bürgerhaus                | Schutzumfang: Auf das gesamte Gebäude - Bürgerhaus mit verputzter Schweifgiebelfront, die von einem kleinen flachen Dreieckgiebel bekrönt wird - Schutzgrund: Kulturlandschaft prägend, geschichtlich, wissenschaftlich, städtebaulich | weitere Fotos \| Fotos hochladen |
| 349       | Fischergrube 47 (53° 52′ 14″ N, 10° 41′ 4″ O)                  | Bürgerhaus                | Schutzumfang: Auf das Äußere des Gebäudes - Bürgerhaus des 18. Jhd. in schlichter Ausführung an der Ecke zur Kupferschmiedestraße - Schutzgrund: Kulturlandschaft prägend, geschichtlich, wissenschaftlich, städtebaulich | Fotos hochladen                  |
| 350       | Fischergrube 49 (53° 52′ 14″ N, 10° 41′ 4″ O)                  | Bürgerhaus                | Schutzumfang: Auf das Äußere des Vorderhauses sowie im Inneren auf die konstruktiven Teile, dazu gehören unter anderem Brandmauern, Balkenlagen, Dachstuhl - zweigeschossiges Bürgerhaus mit Putzfassade und geschweiftem Giebel mit dreieckigem Giebelkopf - Schutzgrund: Kulturlandschaft prägend, wissenschaftlich, geschichtlich, städtebaulich                                                                    | Fotos hochladen                  |
| 2625      | Fischergrube 50 (53° 52′ 15″ N, 10° 41′ 6″ O)                  | Aktualisierung vorgesehen | Aktualisierung vorgesehen | BW                               |
| 351       | Fischergrube 51 (53° 52′ 14″ N, 10° 41′ 3″ O)                  | Traufenhaus               | Schutzumfang: Auf das gesamte Gebäude - Breitgelagertes, dreigeschossiges Traufenhaus der Zeit um 1600 - Schutzgrund: geschichtlich, wissenschaftlich, städtebaulich | Fotos hochladen                  |
| 2596      | Fischergrube 72 (53° 52′ 16″ N, 10° 41′ 0″ O)                  | Wohnhaus                  | Schutzumfang: Fassade und Brandmauer zur Fischergrube 74 - 1942 mit Ausnahme der Fassade und der Brandmauer zu Nr. 74 kriegszerstörtes Gebäude - Schutzgrund: geschichtlich, städtebaulich | BW                               |
| 1702      | Fischergrube 74 (53° 52′ 16″ N, 10° 41′ 0″ O)                  | Eckgebäude                | Schutzumfang: Auf das Äußere des Vorderhauses und die Brandmauern zur Fischergrube 72 - Ziegelsichtiges Eckgebäude zur Großen Kiesau von 1893/94 auf mittelalterlichen Grundmauern - Schutzgrund: städtebaulich | BW                               |
| 352       | Fischergrube 79 (53° 52′ 15″ N, 10° 40′ 56″ O)                 | Bürgerhaus                | Schutzumfang: Auf das gesamte Gebäude, im Inneren Renaissancedachwerk, Windenrad - Bürgerhaus mit barockem Zwillingsgiebel und barocker Bekrönung vom ehem. Portal - Eckgebäude – Böttcherstraße 2 - Schutzgrund: Kulturlandschaft prägend, geschichtlich, wissenschaftlich, städtebaulich | weitere Fotos \| Fotos hochladen |
| 353       | Fischergrube 82 (53° 52′ 16″ N, 10° 40′ 57″ O)                 | Bürgerhaus                | Schutzumfang: Auf die Gebäude A (Fischergrube 84a): Äußeres des Seitenflügels und die Dachkonstruktion und Reste der Rokokoausstattung des 18. Jhd.; Gebäude B (Fischergrube 84b): gesamtes Quergebäude - zweigeschossiger Seitenflügel des späten 16. Jhd. und Quergebäude (Gebäude A); zweigeschossiges Querhaus (Gebäude B) - Schutzgrund: Kulturlandschaft prägend, städtebaulich, geschichtlich, wissenschaftlich | Fotos hochladen                  |
| 354       | Fischergrube 83 (53° 52′ 16″ N, 10° 40′ 55″ O)                 | Speicher                  | Schutzumfang: Auf das gesamte Gebäude - Speicher von 1754 mit maßvoll proportionierter Fassade - Schutzgrund: Kulturlandschaft prägend, geschichtlich, wissenschaftlich, städtebaulich | weitere Fotos \| Fotos hochladen |
| 355       | Fischergrube 84 (53° 52′ 16″ N, 10° 40′ 57″ O)                 | Wohn- und Geschäftshaus   | Schutzumfang: Auf die Gebäude D = Gesamtes Gebäude; E = Äußeres des Seitenflügels; Gebäude C = Äußeres des Quergebäudes mit Dachwerk - viergeschossiges giebelständiges Wohn- und Geschäftshaus, dreiachsig, errichtet um 1874 unter Einbeziehung der Brandmauern des Vorgängerbaues - Schutzgrund: Kulturlandschaft prägend, wissenschaftlich, städtebaulich, geschichtlich                                           | weitere Fotos \| Fotos hochladen |

## Fischstraße
| Objekt-ID | Lage                                         | Offizielle Bezeichnung  | Beschreibung | Bild |
| --------- | -------------------------------------------- | ----------------------- | --- | ---- |
| 3222      | Fischstraße 2–6 (53° 52′ 4″ N, 10° 41′ 1″ O) | Geschäfts- und Bürohaus | Schutzumfang: Auf das gesamte Gebäude - Geschäfts- und Bürohaus für die National-Versicherung; 1957–62 errichtet nach Plänen des Architekten K. A. Müller-Scherz - Eckgebäude – Schüsselbuden 14 - Schutzgrund: geschichtlich, künstlerisch | BW   |

## Fleischhauerstraße
| Objekt-ID     | Lage                                                       | Offizielle Bezeichnung           | Beschreibung | Bild                             |
| ------------- | ---------------------------------------------------------- | -------------------------------- | --- | -------------------------------- |
| 1223          | Fleischhauerstraße 6 (53° 52′ 2″ N, 10° 41′ 11″ O)         | Traufenhaus                      | Schutzumfang: Auf das gesamte Vorderhaus - dreieinhalbgeschossiges, zweiachsiges schmales Traufenhaus mit Putzfassade, auf das 18. Jhd. Zurückgehend - Schutzgrund: geschichtlich, wissenschaftlich, künstlerisch, Kulturlandschaft prägend | Fotos hochladen                  |
| 356           | Fleischhauerstraße 14 (53° 52′ 1″ N, 10° 41′ 12″ O)        | Wohn- und Geschäftshaus          | Schutzumfang: Auf das Portal sowie auf die hier eingelassene Wappentafel - Wohn- und Geschäftshaus mit Renaissance-Portal und Wappentafel - Schutzgrund: Kulturlandschaft prägend, geschichtlich, wissenschaftlich, städtebaulich | weitere Fotos \| Fotos hochladen |
| 357           | Fleischhauerstraße 16 (53° 52′ 1″ N, 10° 41′ 13″ O)        | Traufenhaus                      | Schutzumfang: Auf das Äußere und die Brandmauern von Vorderhaus und beiden Seitenflügeln, sowie im Inneren auf den Keller und den Dachstuhlder Vorderhauses und die Geschosslagen der Vorderhauses und beider Seitenflügel - zweigeschossiges Traufenhaus mit 2 Seitenflügeln; im Kern 16. Jhd. - Schutzgrund: Kulturlandschaft prägend, wissenschaftlich, geschichtlich, städtebaulich                                             | Fotos hochladen                  |
| 359 Wikidata  | Fleischhauerstraße 20 (53° 52′ 1″ N, 10° 41′ 15″ O)        | Flügelgebäude                    | Schutzumfang: Auf den Rokoko-Saal im Gebäude des Finanzamtes - Flügelgebäude mit Rokokosaal - Schutzgrund: geschichtlich, städtebaulich | weitere Fotos \| Fotos hochladen |
| 360           | Fleischhauerstraße 22 (53° 52′ 0″ N, 10° 41′ 16″ O)        | Vorderhaus und Seitenflügel      | Schutzumfang: Auf das gesamte Gebäude - Vorderhaus und Seitenflügel; im Kern mittelalterlich - Schutzgrund: Kulturlandschaft prägend, städtebaulich, wissenschaftlich, geschichtlich | Fotos hochladen                  |
| 361           | Fleischhauerstraße 24 (53° 52′ 0″ N, 10° 41′ 17″ O)        | Gebäude                          | Schutzumfang: Auf das gesamte Gebäude - dreigeschossiges Gebäude mit schlichter Putzfassade und Treppengiebel aus der 1. Hälfte 19. Jhd. - Schutzgrund: Kulturlandschaft prägend, geschichtlich, wissenschaftlich, städtebaulich | weitere Fotos \| Fotos hochladen |
| 362           | Fleischhauerstraße 25 (53° 52′ 1″ N, 10° 41′ 16″ O)        | Bürgerhaus                       | Schutzumfang: Auf das Portal sowie auf die Terrakotten - Bürgerhaus der Renaissance; erhalten das Portal mit Taustabprofilierung - Schutzgrund: Kulturlandschaft prägend, geschichtlich, wissenschaftlich, städtebaulich | weitere Fotos \| Fotos hochladen |
| 363           | Fleischhauerstraße 26 (53° 52′ 0″ N, 10° 41′ 17″ O)        | Bürgerhaus                       | Schutzumfang: Auf das gesamte Gebäude einschl. Seitenflügel - Bürgerhaus mit waagerecht abgeschlossener, zweieinhalbgeschossiger, schlichter klassizistischer Putzfassade aus dem frühen 19. Jhd. - Schutzgrund: Kulturlandschaft prägend, geschichtlich, wissenschaftlich, städtebaulich, künstlerisch | weitere Fotos \| Fotos hochladen |
| 364           | Fleischhauerstraße 27 (53° 52′ 1″ N, 10° 41′ 17″ O)        | Gebäude                          | Schutzumfang: Auf das Äußere des Gebäudes, insbesondere die Fassade zur Fleischhauerstraße - viergeschossiges Gebäude mit spätklassizistischer Putzfassade aus der Zeit um 1870 - Schutzgrund: Kulturlandschaft prägend, geschichtlich, wissenschaftlich, städtebaulich | weitere Fotos \| Fotos hochladen |
| 365           | Fleischhauerstraße 28 (53° 52′ 0″ N, 10° 41′ 18″ O)        | Bürgerhaus                       | Schutzumfang: Auf das gesamte Gebäude - Bürgerhaus mit viergeschossiger, waagerecht abgeschlossener Putzfront des späten 18. Jhd. - Schutzgrund: Kulturlandschaft prägend, geschichtlich, wissenschaftlich, städtebaulich | weitere Fotos \| Fotos hochladen |
| 366           | Fleischhauerstraße 29 (53° 52′ 1″ N, 10° 41′ 17″ O)        | Gebäude                          | Schutzumfang: Auf das gesamte Gebäude - Gebäude mit dreieinhalbgeschossiger, spätklassizistischer Putzfassade aus der Zeit um 1800 - Schutzgrund: Kulturlandschaft prägend, geschichtlich, wissenschaftlich, städtebaulich | Fotos hochladen                  |
| 367           | Fleischhauerstraße 30 (53° 52′ 0″ N, 10° 41′ 18″ O)        | Gebäude                          | Schutzumfang: Auf das Äußere des Gebäudes, insbesondere die Fassade zur Fleischhauerstraße - Gebäude mit dreieinhalbgeschossiger Putzfassade von 4 Achsen - Schutzgrund: Kulturlandschaft prägend, geschichtlich, wissenschaftlich, städtebaulich | BW                               |
| 368           | Fleischhauerstraße 31 (53° 52′ 1″ N, 10° 41′ 18″ O)        | Gebäude                          | Schutzumfang: Fassade zur Fleischhauerstraße und die Dachlandschaft - viergeschossiges Gebäude mit spätklassizistischer Putzfassade aus der Zeit um 1870 - Schutzgrund: Kulturlandschaft prägend, geschichtlich, wissenschaftlich, städtebaulich | weitere Fotos \| Fotos hochladen |
| 369           | Fleischhauerstraße 32 (53° 52′ 0″ N, 10° 41′ 18″ O)        | Bürgerhaus                       | Schutzumfang: Auf das Äußere des Gebäudes, insbesondere die Fassade zur Fleischhauerstraße - Bürgerhaus mit schlichter dreieinhalbgeschossiger klassizistischer Putzfassade - Schutzgrund: Kulturlandschaft prägend, geschichtlich, wissenschaftlich, städtebaulich | Fotos hochladen                  |
| 370           | Fleischhauerstraße 33 (53° 52′ 1″ N, 10° 41′ 18″ O)        | Gebäude                          | Schutzumfang: Fassade zur Fleischhauerstraße und die Dachlandschaft - viergeschossiges Gebäude mit spätklassizistischer Putzfassade aus der Zeit um 1870 - Schutzgrund: Kulturlandschaft prägend, geschichtlich, wissenschaftlich, städtebaulich | weitere Fotos \| Fotos hochladen |
| 371           | Fleischhauerstraße 34 (53° 52′ 0″ N, 10° 41′ 19″ O)        | Gebäude                          | Schutzumfang: Auf das Äußere des Gebäudes insbesondere auf die Fassade zur Fleischhauerstraße - Gebäude mit dreieinhalbgeschossiger spätklassizistischer Putzfassade - Schutzgrund: Kulturlandschaft prägend, wissenschaftlich, geschichtlich, städtebaulich | Fotos hochladen                  |
| 372           | Fleischhauerstraße 35 (53° 52′ 1″ N, 10° 41′ 19″ O)        | Gebäude                          | Schutzumfang: Fassade zur Fleischhauerstraßeund die Dachlandschaft - dreigeschossiges Gebäude aus der Zeit um 1860/70 mit breit gelagerter schlichter Putzfront - Schutzgrund: Kulturlandschaft prägend, geschichtlich, wissenschaftlich, städtebaulich | Fotos hochladen                  |
| 373           | Fleischhauerstraße 36 (53° 52′ 0″ N, 10° 41′ 19″ O)        | Bürgerhaus                       | Schutzumfang: Auf das gesamte Gebäude - Bürgerhaus mit dreigeschossiger, durch flachen Dreieckgiebelaufsatz bekrönter, klassizistischer Putzfassade aus der Zeit um 1800 - Schutzgrund: Kulturlandschaft prägend, wissenschaftlich, geschichtlich, städtebaulich | Fotos hochladen                  |
| 374           | Fleischhauerstraße 37 (53° 52′ 0″ N, 10° 41′ 19″ O)        | Gebäude                          | Schutzumfang: Auf das Äußere des Gebäudes, Windenanlage (um 1800) (verlegt ins DG Dr.-Julius-Leber-Straße 36/Technikzentrale), östliche und westliche Brandwände mit Malereibefunden - viergeschossiges Gebäude (Vorderhaus) mit zweigeschossigem Seitenflügel als schmuckloser Zweckbau 1897/98 errichtet - Schutzgrund: städtebaulich, geschichtlich, wissenschaftlich, städtebaulich, künstlerisch                               | Fotos hochladen                  |
| 375           | Fleischhauerstraße 40 (53° 52′ 0″ N, 10° 41′ 20″ O)        | Gebäude                          | Schutzumfang: Auf die Straßenfassade des Gebäudes - Gebäude mit dreigeschossiger spätklassizistischer Putzfassade von fünf Achsen, die durch ein schweres Kranzgesims abgeschlossen wird - Schutzgrund: Kulturlandschaft prägend, geschichtlich, wissenschaftlich, städtebaulich | Fotos hochladen                  |
| 376           | Fleischhauerstraße 41 (53° 52′ 0″ N, 10° 41′ 20″ O)        | Bürgerhaus                       | Schutzumfang: Auf das Äußere des Gebäudes, insbesondere die Fassade zur Fleischhauerstraße - Altes Bürgerhaus mit hoher, fünfgeschossiger, verputzter Fassade, die in voller Breite durch ein flaches Giebeldreieck abgeschlossen wird - Schutzgrund: Kulturlandschaft prägend, geschichtlich, wissenschaftlich, städtebaulich | Fotos hochladen                  |
| 377           | Fleischhauerstraße 42 (53° 52′ 0″ N, 10° 41′ 21″ O)        | Bürgerhaus                       | Schutzumfang: Auf das Äußere des Gebäudes, auf die Brandmauern sowie auf die Geschossdecken des Vorderhauses - Bürgerhaus mit 1871 erneuerter dreigeschossiger Putzfassade - Schutzgrund: Kulturlandschaft prägend, geschichtlich, wissenschaftlich, städtebaulich | Fotos hochladen                  |
| 378           | Fleischhauerstraße 43 (53° 52′ 0″ N, 10° 41′ 21″ O)        | Bürgerhaus                       | Schutzumfang: Auf das gesamte Gebäude, bestehend aus Vorderhaus und Seitenflügel (einschl. Erweiterungsbauten) - Bürgerhaus mit Renaissance-Treppengiebel des 16. Jhd. - Schutzgrund: Kulturlandschaft prägend, geschichtlich, wissenschaftlich, städtebaulich | Fotos hochladen                  |
| 379           | Fleischhauerstraße 44 (53° 51′ 59″ N, 10° 41′ 21″ O)       | Bürgerhaus                       | Schutzumfang: Auf das gesamte Gebäude - Bürgerhaus des späten 18. Jhd. mit geschweiftem Giebel - Schutzgrund: Kulturlandschaft prägend, geschichtlich, wissenschaftlich, städtebaulich | weitere Fotos \| Fotos hochladen |
| 380           | Fleischhauerstraße 45 (53° 52′ 0″ N, 10° 41′ 21″ O)        | Gebäude                          | Schutzumfang: Auf das Äußere des Gebäudes, insbesondere die Fassade zur Fleischhauerstraße - dreigeschossiges Gebäude mit spätklassizistischer Putzfassade aus der Zeit um 1870 - Schutzgrund: Kulturlandschaft prägend, geschichtlich, wissenschaftlich, städtebaulich | Fotos hochladen                  |
| 381           | Fleischhauerstraße 47 (53° 52′ 0″ N, 10° 41′ 22″ O)        | Gebäude                          | Schutzumfang: Auf das Äußere des Gebäudes insbesondere die Fassade zur Fleischhauerstraße - Gebäude mit dreigeschossiger, klassizistischer Backsteinfassade - Schutzgrund: Kulturlandschaft prägend, geschichtlich, wissenschaftlich, städtebaulich | Fotos hochladen                  |
| 382           | Fleischhauerstraße 48 (53° 51′ 59″ N, 10° 41′ 22″ O)       | Bürgerhaus                       | Schutzumfang: Auf das Äußere des Gebäudes, insbesondere die Fassade zur Fleischhauerstraße - Bürgerhaus mit schlichter dreigeschossiger Putzfassade; klassizistisch; wohl 1. Hälfte 19. Jhd. - Schutzgrund: Kulturlandschaft prägend, geschichtlich, wissenschaftlich, städtebaulich | Fotos hochladen                  |
| 383           | Fleischhauerstraße 50 (53° 51′ 59″ N, 10° 41′ 23″ O)       | Bürgerhaus                       | Schutzumfang: Auf das Äußere des Gebäudes insbesondere die Fassade zur Fleischhauerstraße - Bürgerhaus mit dreigeschossiger Putzfassade, diese mit Brüstungsreliefs und Akroteriengebälken - Schutzgrund: Kulturlandschaft prägend, geschichtlich, wissenschaftlich, städtebaulich | Fotos hochladen                  |
| 384           | Fleischhauerstraße 52 (53° 51′ 59″ N, 10° 41′ 23″ O)       | Traufenhaus                      | Schutzumfang: Auf das Äußere des Gebäudes, insbesondere die Fassade zur Fleischhauerstraße - zweigeschossiges Traufenhaus mit einem durch flachen Dreieckgiebel bekrönten Dacherker und verputzter schlichter Front - Schutzgrund: Kulturlandschaft prägend, geschichtlich, wissenschaftlich, städtebaulich | Fotos hochladen                  |
| 385           | Fleischhauerstraße 54 (53° 51′ 59″ N, 10° 41′ 23″ O)       | Bürgerhaus                       | Schutzumfang: Auf das Äußere von Vorderhaus und Seitenflügel, die Brandmauern, im Seitenflügel auf den Dachstuhl zusammen mit der zugehörigenBalkenlage zum OG, Balkenlage im Keller des Seitenflügels mit zugehöriger Dielung - Bürgerhaus mit dreigeschossiger spätklassizistischer Putzfassade aus der Zeit um 1870 - Schutzgrund: Kulturlandschaft prägend, geschichtlich, wissenschaftlich, städtebaulich                      | Fotos hochladen                  |
| 1350          | Fleischhauerstraße 55–59 (53° 52′ 0″ N, 10° 41′ 24″ O)     | Wohn- und Geschäftshaus          | Schutzumfang: Auf das gesamte Gebäude - Ehem. Wohn- und Geschäftshaus der allgemeinen Ortskrankenkasse unter ausgebautem Walmdach; errichtet 1913 nach Planung von Julius Schöss und Alfred Redelstorff - Schutzgrund: geschichtlich, wissenschaftlich, städtebaulich, Kulturlandschaft prägend | BW                               |
| 386           | Fleischhauerstraße 56 (53° 51′ 59″ N, 10° 41′ 24″ O)       | Bürgerhaus                       | Schutzumfang: Auf das Äußere des Gebäudes, insbesondere auf den Giebel an der Fleischhauerstraße - Bürgerhaus mit gotischem Treppengiebel aus der Zeit um 1500 - Schutzgrund: Kulturlandschaft prägend, geschichtlich, wissenschaftlich, städtebaulich | Fotos hochladen                  |
| 387           | Fleischhauerstraße 58 (53° 51′ 59″ N, 10° 41′ 24″ O)       | Gebäude                          | Schutzumfang: Auf das Äußere des Gebäudes, insbesondere auf die Fassade zur Fleischhauerstraße und das gesamten Gartenhaus, gelegen in Ecklage des Grundstücks - Gebäude mit dreieinhalbgeschossiger spätklassizistischer Putzfassade aus der Zeit um 1870 - Schutzgrund: Kulturlandschaft prägend, geschichtlich, wissenschaftlich, städtebaulich                                                                                  | weitere Fotos \| Fotos hochladen |
| 388           | Fleischhauerstraße 60 (53° 51′ 59″ N, 10° 41′ 25″ O)       | Giebelhaus                       | Schutzumfang: Auf das Äußere des Gebäudes insbesondere die Fassade zur Fleischhauerstraße - Hohes zweigeschossiges Giebelhaus mit geschweiftem Giebel, mit einem Segmentbogenabschluss - Schutzgrund: Kulturlandschaft prägend, geschichtlich, wissenschaftlich, städtebaulich | weitere Fotos \| Fotos hochladen |
| 389           | Fleischhauerstraße 61 (53° 51′ 59″ N, 10° 41′ 25″ O)       | Bürgerhaus                       | Schutzumfang: Auf den gesamten Gebäudekomplex (Vorderhaus, Seitenflügel, Quergebäude) Äußeres und Inneres - Bürgerhaus mit dreigeschossiger, klassizistischer Putzfassade aus der Zeit um 1820/30 - Schutzgrund: Kulturlandschaft prägend, städtebaulich, geschichtlich, wissenschaftlich | weitere Fotos \| Fotos hochladen |
| 390           | Fleischhauerstraße 62 (53° 51′ 58″ N, 10° 41′ 25″ O)       | Bürgerhaus                       | Schutzumfang: NEU GESAMTES GEBÄUDE Auf das Äußere des Gebäudes, insbesondere die Fassade zur Fleischhauerstraße - Bürgerhaus; zweigeschossig mit geschweiftem und durch dreieckigen Kopf bekrönten Giebel - Schutzgrund: Kulturlandschaft prägend, geschichtlich, wissenschaftlich, städtebaulich | Fotos hochladen                  |
| 391           | Fleischhauerstraße 63 (53° 51′ 59″ N, 10° 41′ 26″ O)       | Bürgerhaus                       | Schutzumfang: Auf das Äußere des Gebäudes, insbesondere die Fassade zur Fleischhauerstraße - Schmales zweigeschossiges Bürgerhaus mit kleinem Schweifgiebel aus dem Ende des 18. Jhd. - Schutzgrund: Kulturlandschaft prägend, geschichtlich, wissenschaftlich, städtebaulich | weitere Fotos \| Fotos hochladen |
| 392           | Fleischhauerstraße 65 (53° 51′ 59″ N, 10° 41′ 26″ O)       | Gebäude                          | Schutzumfang: Auf das gesamte Gebäude - Gebäude; dreigeschossig mit spätklassizistischer Putzfassade aus der Zeit um 1860/70 - Schutzgrund: städtebaulich, geschichtlich, wissenschaftlich, städtebaulich | weitere Fotos \| Fotos hochladen |
| 1351 Wikidata | Fleischhauerstraße 67 (53° 51′ 59″ N, 10° 41′ 27″ O)       | Wohngebäude                      | Schutzumfang: Auf das gesamte Gebäudeensemble aus Innerem des Vorderhauses (A), Nebengebäude (B), ehem. Klassenräumen (C), Wirtschaftsgebäude (D) und ehem. Turnhalle - 1872 errichtetes Gebäude mit spätklassizistischer dreigeschossiger Putzfassade auf dem Grundstück des ehem. Knochenhaueramtshauses; Progymnasium des Otto Bussenius - Schutzgrund: geschichtlich, wissenschaftlich, städtebaulich, Kulturlandschaft prägend | weitere Fotos \| Fotos hochladen |
| 393           | Fleischhauerstraße 67 (53° 51′ 59″ N, 10° 41′ 26″ O)       | Gebäude                          | Schutzumfang: Auf das gesamte Gebäudeensemble aus Innerem des Vorderhauses (A), Nebengebäude (B), ehem. Klassenräumen (C), Wirtschaftsgebäude (D) und ehem. Turnhalle - 1872 errichtetes Gebäude mit spätklassizistischer dreigeschossiger Putzfassade auf dem Grundstück des ehem. Knochenhaueramtshauses - Schutzgrund: Kulturlandschaft prägend, geschichtlich, wissenschaftlich, städtebaulich                                  | Fotos hochladen                  |
| 394           | Fleischhauerstraße 71 (53° 51′ 59″ N, 10° 41′ 27″ O)       | Bürgerhaus                       | Schutzumfang: Auf das gesamte Gebäude - Bürgerhaus mit dreigeschossiger Putzfassade - Schutzgrund: Kulturlandschaft prägend, geschichtlich, wissenschaftlich, städtebaulich | weitere Fotos \| Fotos hochladen |
| 395           | Fleischhauerstraße 73 (53° 51′ 59″ N, 10° 41′ 28″ O)       | Bürgerhaus                       | Schutzumfang: Auf das gesamte Gebäude - Bürgerhaus mit dreigeschossiger Putzfassade - Schutzgrund: Kulturlandschaft prägend, geschichtlich, wissenschaftlich, städtebaulich | weitere Fotos \| Fotos hochladen |
| 396           | Fleischhauerstraße 74 (53° 51′ 58″ N, 10° 41′ 28″ O)       | Gebäude                          | Schutzumfang: Auf die Straßenfassade des Gebäudes - Gebäude mit Treppengiebel, der durch steigende Spitzbogenblenden gegliedert ist und aus dem endenden 15. Jhd. stammt - Schutzgrund: Kulturlandschaft prägend, geschichtlich, wissenschaftlich, städtebaulich | weitere Fotos \| Fotos hochladen |
| 397           | Fleischhauerstraße 75 (53° 51′ 59″ N, 10° 41′ 28″ O)       | Haus                             | Schutzumfang: Auf das gesamte Gebäudeensemble aus, Inneres des Vorderhauses (1), Seitenflügel (2), Ateliergebäude (3) und Werkstattgebäude (4) - Haus mit ursprünglich dreigeschossiger Putzfassade aus der Zeit nach 1872 - Schutzgrund: Kulturlandschaft prägend, geschichtlich, wissenschaftlich, städtebaulich | Fotos hochladen                  |
| 398           | Fleischhauerstraße 76 (53° 51′ 58″ N, 10° 41′ 28″ O)       | Bürgerhaus                       | Schutzumfang: Auf das Äußere des Gebäudes, insbesondere die Fassade zur Fleischhauerstraße - Bürgerhaus mit dreieinhalbgeschossiger Putzfassade von 3 Achsen; erbaut zwischen 1868 und 1873 - Schutzgrund: Kulturlandschaft prägend, wissenschaftlich, wissenschaftlich, städtebaulich | Fotos hochladen                  |
| 399           | Fleischhauerstraße 77 (53° 51′ 59″ N, 10° 41′ 28″ O)       | Gebäude                          | Schutzumfang: Auf das Äußere des Gebäudes, insbesondere die Fassade zur Fleischhauerstraße - Gebäude; dreigeschossig, mit schlichter Putzfassade aus dem späten 19. Jhd. - Schutzgrund: Kulturlandschaft prägend, geschichtlich, wissenschaftlich, städtebaulich | weitere Fotos \| Fotos hochladen |
| 400           | Fleischhauerstraße 78 (53° 51′ 58″ N, 10° 41′ 28″ O)       | Wohn- und Wirtschaftshaus        | Schutzumfang: Auf das gesamte Gebäude - Traufenständiges Wohn- und Wirtshaus mit asymmetrischem Pfettendach; viergeschossig; Baujahr 1902 - Schutzgrund: Kulturlandschaft prägend, geschichtlich, wissenschaftlich, städtebaulich | weitere Fotos \| Fotos hochladen |
| 401           | Fleischhauerstraße 79 (53° 51′ 59″ N, 10° 41′ 29″ O)       | Bürgerhaus                       | Schutzumfang: Auf das gesamte Vorderhaus einschl. Seitenflügel - Bürgerhaus mit Renaissance-Treppengiebel aus der 2. Hälfte des 16. Jhd.; erster belegter Besitzer Hinrich Hetfeld (1293); von ~1420 bis 1901 durchgehend von Knochenhauern bewohnt. - Schutzgrund: Kulturlandschaft prägend, geschichtlich, wissenschaftlich, städtebaulich                                                                                        | weitere Fotos \| Fotos hochladen |
| 402           | Fleischhauerstraße 80 (53° 51′ 58″ N, 10° 41′ 29″ O)       | Bürgerhaus                       | Schutzumfang: Auf das Äußere des Gebäudes, insbesondere die Fassade zur Fleischhauerstraße - Kleines zweigeschossiges Bürgerhaus mit halbrund abgeschlossenem Schweifgiebel aus der 2. Hälfte des 18. Jhd. - Schutzgrund: Kulturlandschaft prägend, geschichtlich, wissenschaftlich, städtebaulich | weitere Fotos \| Fotos hochladen |
| 403           | Fleischhauerstraße 81 (53° 51′ 59″ N, 10° 41′ 29″ O)       | Bürgerhaus                       | Schutzumfang: Auf das Äußere des Gebäudes, insbesondere die Fassade zur Fleischhauerstraße - Bürgerhaus mit Renaissance-Treppengiebel aus der Zeit um 1600; Restaurant Hieronymus, im Erdgeschoss Blasebalg aus der Zeit der Nutzung als Schmiede - Schutzgrund: Kulturlandschaft prägend, geschichtlich, wissenschaftlich, städtebaulich                                                                                           | weitere Fotos \| Fotos hochladen |
| 1224          | Fleischhauerstraße 82 (53° 51′ 58″ N, 10° 41′ 29″ O)       | Traufenhaus                      | Schutzumfang: Auf das gesamte Gebäude, bestehend aus Vorderhaus und Seitenflügel - Teil einer zweigeschossigen Traufenhauszeile unter gemeinsamem Dach (Nr. 82–86) - Schutzgrund: geschichtlich, wissenschaftlich, städtebaulich, Kulturlandschaft prägend | BW                               |
| 404           | Fleischhauerstraße 83 (53° 51′ 58″ N, 10° 41′ 29″ O)       | Bürgerhaus                       | Schutzumfang: Auf den gesamten Gebäudekomplex, bestehend aus Vorderhaus, Seitenflügel, Hofmauer und Querhaus - Bürgerhaus mit Treppengiebel, Seitenflügel und Querhaus; vermutlich 17. Jhd. - Schutzgrund: Kulturlandschaft prägend, geschichtlich, wissenschaftlich, städtebaulich | weitere Fotos \| Fotos hochladen |
| 405           | Fleischhauerstraße 85 (53° 51′ 58″ N, 10° 41′ 30″ O)       | Haus                             | Schutzumfang: Auf das Äußere des Gebäudes - zweigeschossiges Haus mit einem geschweiften, von einem kleinen dreieckigen Giebelkopf abgeschlossenen Giebel - Schutzgrund: Kulturlandschaft prägend, geschichtlich, wissenschaftlich, städtebaulich | weitere Fotos \| Fotos hochladen |
| 406           | Fleischhauerstraße 87 (53° 51′ 58″ N, 10° 41′ 30″ O)       | Backsteingiebelhaus              | Schutzumfang: Auf das Äußere des Gebäudes - Ehem. gotisches Backsteingiebelhaus mit erhaltenem Mittelportal (15. Jhd.) - Schutzgrund: Kulturlandschaft prägend, geschichtlich, wissenschaftlich, städtebaulich | weitere Fotos \| Fotos hochladen |
| 1352          | Fleischhauerstraße 88 (53° 51′ 58″ N, 10° 41′ 30″ O)       | Wohn- und Geschäftshaus          | Schutzumfang: Auf das Äußere des Gebäudes inklusive der Haustür und den seitlichen Brandmauern - Eckgebäude um 1870; an der Stelle eines vorherigen Brauhauses an der Ecke Schlumacherstraße/Fleischhauerstraße - Schutzgrund: geschichtlich, städtebaulich, Kulturlandschaft prägend | BW                               |
| 407           | Fleischhauerstraße 89 (53° 51′ 58″ N, 10° 41′ 30″ O)       | Eckhaus                          | Schutzumfang: Auf das Äußere des Gebäudes - Eckhaus mit schlichter Fassade des frühen 19. Jhd. - Schutzgrund: Kulturlandschaft prägend, geschichtlich, wissenschaftlich, städtebaulich | weitere Fotos \| Fotos hochladen |
| 408           | Fleischhauerstraße 91 (53° 51′ 59″ N, 10° 41′ 32″ O)       | Alte Hauptfeuerwache (Mensa/OGT) | Schutzumfang: Auf den gesamten Gebäudekomplex - Gebäudekomplex (Eckbebauung), bestehend aus 2 Gebäuden als bauliche Einheit im neubarocken Stil, erbaut 1905 - Eckgebäude – Bei St. Johannis 5 - Teil der Sachgesamtheit – Johanneum - Schutzgrund: Kulturlandschaft prägend, geschichtlich, wissenschaftlich, städtebaulich | weitere Fotos \| Fotos hochladen |
| 409           | Fleischhauerstraße 91 (53° 51′ 58″ N, 10° 41′ 32″ O)       | Ehemaliger Refektoriumsflügel    | Schutzumfang: Auf das Äußere des Gebäudes insbesondere die noch erhaltene Giebelgestaltung - Ehem. Refektoriumsflügel des Johannisklosters - Teil der Sachgesamtheit – Johanneum - Schutzgrund: Kulturlandschaft prägend, geschichtlich, wissenschaftlich | Fotos hochladen                  |
| 410           | Fleischhauerstraße 100, 102 (53° 51′ 57″ N, 10° 41′ 33″ O) | Kleinwohnungsbau                 | Schutzumfang: Auf das gesamte Gebäude - Kleinhaus mit Flügel und Hofgebäude; ehem. Renaissance-Ganganlage, im frühen 19. Jhd. zum heutigen Komplex umgebaut - Schutzgrund: Kulturlandschaft prägend, geschichtlich, wissenschaftlich, städtebaulich | Fotos hochladen                  |

## Fünfhausen
| Objekt-ID | Lage                                            | Offizielle Bezeichnung | Beschreibung | Bild            |
| --------- | ----------------------------------------------- | ---------------------- | --- | --------------- |
| 4110      | Fünfhausen 21 - 25 (53° 52′ 8″ N, 10° 41′ 5″ O) | Fassade von 1909       | Schutzumfang: Auf die erhaltenen Fassadenteile von 1909. - Fassade von 1909, soweit nach Kriegsschaden 1942 erhalten - Schutzgrund: geschichtlich, städtebaulich - Teile von baulichen Anlage | Fotos hochladen |

## Große Altefähre
| Objekt-ID | Lage                                              | Offizielle Bezeichnung  | Beschreibung | Bild                             |
| --------- | ------------------------------------------------- | ----------------------- | --- | -------------------------------- |
| 453       | Große Altefähre 1 (53° 52′ 22″ N, 10° 41′ 20″ O)  | Gebäude                 | Schutzumfang: Auf das Vorderhaus (Äußeres, Brandwände, Balkenlagen), den gesamten Seitenflügel, den Keller (historischer Balkenkeller unter dem Vorderhaus und dem Seitenflügel) - Im Kern spätmittelalterliches Gebäude des 16. Jhd., bestehend aus Vorderhaus und Seitenflügel - Schutzgrund: geschichtlich, wissenschaftlich, städtebaulich, Kulturlandschaft prägend | BW                               |
| 454       | Große Altefähre 3 (53° 52′ 22″ N, 10° 41′ 20″ O)  | Wohnhaus                | Schutzumfang: Auf den gesamten Seitenflügel; außerdem auf die Brandwände des Vorderhauses - Traufständiges, dreigeschossiges Wohnhaus des 16. Jhd. mit zweigeschossigem Seitenflügel gleicher Erbauungszeit - Schutzgrund: geschichtlich, wissenschaftlich, Kulturlandschaft prägend                                                                                     | BW                               |
| 455       | Große Altefähre 5 (53° 52′ 22″ N, 10° 41′ 20″ O)  | Traufenhaus             | Schutzumfang: Auf das Äußere des Vorderhauses einschl. der Brandwände, auf die Kellerräume sowie auf den gesamten Seitenflügel (Äußeres und Inneres) - zweigeschossiges Traufenhaus mit Renaissance-Zwerchhaus, zweigeschossigem Seitenflügel sowie 2 Balkenkellerräumen - Schutzgrund: wissenschaftlich, geschichtlich, städtebaulich, Kulturlandschaft prägend         | BW                               |
| 456       | Große Altefähre 6 (53° 52′ 23″ N, 10° 41′ 20″ O)  | Bürgerhaus              | Schutzumfang: Auf das Äußere des Gebäudes, insbesondere die Fassade zur Großen Altefähre - Bürgerhaus aus der 1. Hälfte des 19. Jhd.; Klassizistische Haustür - Schutzgrund: geschichtlich, wissenschaftlich, städtebaulich, Kulturlandschaft prägend | Fotos hochladen                  |
| 457       | Große Altefähre 7 (53° 52′ 22″ N, 10° 41′ 20″ O)  | Haus                    | Schutzumfang: Auf die mittelalterlichen Brandmauern, sowie Straßenfassade, Treppenanlage, Fachwerkbinnenwände, Fensterzargen und Türen des 19. Jhd. - dreigeschossiges, unterkellertes, drei bzw. fünfachsiges verputztes giebelständiges Haus mit Flachdach - Schutzgrund: geschichtlich, wissenschaftlich, Kulturlandschaft prägend                                    | BW                               |
| 458       | Große Altefähre 8 (53° 52′ 23″ N, 10° 41′ 20″ O)  | Bürgerhaus              | Schutzumfang: Auf das Äußere des Gebäudes insbesondere die Fassade zur Großen Altenfähre - Bürgerhaus aus der Mitte des 19. Jhd. - Schutzgrund: geschichtlich, wissenschaftlich, städtebaulich, Kulturlandschaft prägend | weitere Fotos \| Fotos hochladen |
| 459       | Große Altefähre 11 (53° 52′ 23″ N, 10° 41′ 20″ O) | Bürgerhaus              | Schutzumfang: Auf das Äußere des Gebäudes - Bürgerhaus des 17. Jhd. mit Renaissance-Giebel - Schutzgrund: geschichtlich, wissenschaftlich, städtebaulich, Kulturlandschaft prägend | BW                               |
| 460       | Große Altefähre 13 (53° 52′ 23″ N, 10° 41′ 20″ O) | Bürgerhaus              | Schutzumfang: Auf das Äußere des Gebäudes, die Brandmauern zu den Nachbargebäuden sowie auf die konstruktiven Teile im Inneren und auf den bauzeitlichen Balkenkeller - Bürgerhaus des 17. Jhd.; dreigeschossiges Gebäude mit asymmetrischem Grundriss - Schutzgrund: geschichtlich, wissenschaftlich, städtebaulich, Kulturlandschaft prägend                           | Fotos hochladen                  |
| 461       | Große Altefähre 15 (53° 52′ 23″ N, 10° 41′ 19″ O) | Bürgerhaus              | Schutzumfang: Auf das gesamte Gebäude - Bürgerhaus des 17. Jhd.; zusammen mit Große Altefähre 11, 13 und 17 baulich ein Eckhaus - Schutzgrund: geschichtlich, wissenschaftlich, städtebaulich, Kulturlandschaft prägend | BW                               |
| 462       | Große Altefähre 17 (53° 52′ 23″ N, 10° 41′ 19″ O) | Bürgerhaus              | Schutzumfang: Auf das gesamte Gebäude bestehend aus Vorderhaus und Seitenflügel - Bürgerhaus des 17. Jhd.; zusammen mit Große Altefähre 1ein15 baulich ein Eckhaus - Schutzgrund: geschichtlich, wissenschaftlich, städtebaulich, Kulturlandschaft prägend | BW                               |
| 463       | Große Altefähre 19 (53° 52′ 23″ N, 10° 41′ 18″ O) | Bürgerhaus              | Schutzumfang: Auf das Äußere des Gebäudes, insbesondere auf die Fassade zur Großen Altefähre - Bürgerhaus mit einfacher klassizistischer Fassade und älterem Renaissance-Portal mit Taustabprofil (16. Jhd.) - Schutzgrund: geschichtlich, wissenschaftlich, städtebaulich, Kulturlandschaft prägend                                                                     | BW                               |
| 1295      | Große Altefähre 23 (53° 52′ 23″ N, 10° 41′ 18″ O) | Wohn- und Geschäftshaus | Schutzumfang: Auf das gesamte Gebäude bestehend aus Vorderhaus und Seitenflügel - dreigeschossiges, dreiachsiges Wohn- und Geschäftshaus um 1800 auf historischer Parzelle (Ersterwähnung 1305) - Schutzgrund: geschichtlich, wissenschaftlich, städtebaulich, Kulturlandschaft prägend                                                                                  | BW                               |
| 464       | Große Altefähre 25 (53° 52′ 24″ N, 10° 41′ 17″ O) | Wohn- und Geschäftshaus | Schutzumfang: Auf das gesamte Gebäude - Wohn- und Geschäftshaus mit Speicher; Renaissance-Treppengiebel (erneuert) - Schutzgrund: geschichtlich, wissenschaftlich, städtebaulich, Kulturlandschaft prägend | weitere Fotos \| Fotos hochladen |
| 1296      | Große Altefähre 28 (53° 52′ 25″ N, 10° 41′ 17″ O) | Mietshaus               | Schutzumfang: Auf das gesamte Gebäude bestehend aus Vorderhaus, Seitenflügel und Quergebäude - Mietwohnungshaus um 1880 mit vierachsiger, dreigeschossiger verputzter Trauffassade spätklassizistischer Prägung - Schutzgrund: geschichtlich, wissenschaftlich, städtebaulich, Kulturlandschaft prägend                                                                  | BW                               |
| 465       | Große Altefähre 31 (53° 52′ 24″ N, 10° 41′ 16″ O) | Bürgerhaus              | Schutzumfang: Auf das Äußere des Gebäudes, und auf die im Inneren erhaltene Diele - Bürgerhaus des 16. Jhd. mit ehem. Renaissance-Treppengiebel - Schutzgrund: geschichtlich, wissenschaftlich, städtebaulich, Kulturlandschaft prägend | Fotos hochladen                  |
| 466       | Große Altefähre 33 (53° 52′ 24″ N, 10° 41′ 15″ O) | Bürgerhaus              | Schutzumfang: Auf das Äußere des Gebäudes und die konstruktiven Teile im Inneren - Bürgerhaus mit Renaissance-Treppengiebel und reich verziertem Rokoko-Portal mit altem Oberlicht - Schutzgrund: geschichtlich, wissenschaftlich, städtebaulich, Kulturlandschaft prägend                                                                                               | Fotos hochladen                  |

## Große Burgstraße
| Objekt-ID    | Lage                                               | Offizielle Bezeichnung               | Beschreibung | Bild                             |
| ------------ | -------------------------------------------------- | ------------------------------------ | --- | -------------------------------- |
| 467 Wikidata | Große Burgstraße (53° 52′ 26″ N, 10° 41′ 28″ O)    | Burgtor und anschließende Stadtmauer | Schutzumfang: Auf das gesamte Gebäude sowie die damit zusammenhängenden Reste der Stadtmauer nördlich und südlich des Tores - Burgtor und anschließende Stadtmauer; 13. Jhd.; 1444 um ein Geschoss erhöht und neu verblendet (Ratsbaumeister Nikolaus Peck); 1685 barocke Haube - Schutzgrund: geschichtlich, wissenschaftlich, städtebaulich, Kulturlandschaft prägend | weitere Fotos \| Fotos hochladen |
| 468 Wikidata | Große Burgstraße 2 (53° 52′ 26″ N, 10° 41′ 27″ O)  | Ehem. Marstall                       | Schutzumfang: Auf das gesamte Gebäude - Ehem. Marstall; zweigeschossiger Bau von 1803 - Schutzgrund: geschichtlich, wissenschaftlich, städtebaulich, Kulturlandschaft prägend | weitere Fotos \| Fotos hochladen |
| 469          | Große Burgstraße 4 (53° 52′ 25″ N, 10° 41′ 27″ O)  | Versorgungsamt                       | Schutzumfang: Auf das Äußere des Gebäudes, insbesondere auf die Fassade zur Großen Burgstraße sowie auf das Haupttreppenhaus und die anschließenden Flure des Erdgeschosses und ersten Obergeschosses - Monumentaler dreigeschossiger Bau; ehem. Gerichtsgebäude; errichtet in den Jahren 189drei96 nach Plänen des Architekten Adolf Schwiening - Schutzgrund: geschichtlich, wissenschaftlich, städtebaulich, Kulturlandschaft prägend | weitere Fotos \| Fotos hochladen |
| 471 Wikidata | Große Burgstraße 5 (53° 52′ 26″ N, 10° 41′ 29″ O)  | Ehem. Zöllnerhaus                    | Schutzumfang: Auf das gesamte Gebäude sowie auf die zugehörige eingefriedete Freifläche mit Gartengestaltung einschl. Umfassungsmauern und Teil der Stadtmauer - Ehem. Zöllnerhaus, 1571; Terrakottafries mit lübschem Adler und Wappenschild sowie mecklenburgischem Greifen in wechselnder Folge - Schutzgrund: geschichtlich, wissenschaftlich, künstlerisch, städtebaulich, Kulturlandschaft prägend | weitere Fotos \| Fotos hochladen |
| 472          | Große Burgstraße 7 (53° 52′ 25″ N, 10° 41′ 29″ O)  | Portal                               | Schutzumfang: Auf das Sandsteinportal an der Kaiserstraße - Portal an der Kaiserstraße mit Ornamentschmuck in Sandstein und der Jahreszahl 1647 - Gebäude: 1919 zwischen mittelalterlichen Brandmauern neu errichtetes Wohn- und Geschäftshaus in neoklassizistischer Formensprache; gotische Schmiedeanker im Bereich des Kellergeschosses am 1919 darüber neu errichtetem Seitenflügel; innen weitgehend bauzeitliche Originalausstattung von 1919 - Teile von baulichen Anlagen - Schutzgrund: geschichtlich, wissenschaftlich, künstlerisch, Kulturlandschaft prägend | Fotos hochladen                  |
| 1356         | Große Burgstraße 9 (53° 52′ 25″ N, 10° 41′ 29″ O)  | Dielenhaus                           | Schutzumfang: Auf das gesamte Gebäude bestehend aus Vorderhaus und Seitenflügel, sowie die Glintmauern zu Nr. 7 und 11 - Dielenhaus des 16. Jhd., prägend überformt 1857; schlichte klassizistische Putzfassade mit flachem Attikaschluss - Schutzgrund: geschichtlich, wissenschaftlich, städtebaulich, Kulturlandschaft prägend | BW                               |
| 473 Wikidata | Große Burgstraße 11 (53° 52′ 25″ N, 10° 41′ 28″ O) | Traufenhaus                          | Schutzumfang: Auf die gesamte Grundstücksbebauung (Vorderhaus, Doppelflügelanlage, Quergebäude) - Traufenhaus mit Zwerchgiebel mit Jahreszahl 1588 an der Fassade - Schutzgrund: geschichtlich, städtebaulich, Kulturlandschaft prägend | weitere Fotos \| Fotos hochladen |
| 1357         | Große Burgstraße 13 (53° 52′ 24″ N, 10° 41′ 28″ O) | Dielenhaus                           | Schutzumfang: Auf das gesamte Gebäudeensemble aus Vorderhaus, Seitenflügel und Querhaus, sowie erhaltene Teile der Glintmauer zu Großen Burgstraße 11 - Großes Dielenhaus des 16. Jhd. mit Seitenflügel und Quergebäude zwischen vermutlich älteren mittelalterlichen Brandmauern - Schutzgrund: geschichtlich, wissenschaftlich, städtebaulich, Kulturlandschaft prägend | BW                               |
| 474          | Große Burgstraße 17 (53° 52′ 24″ N, 10° 41′ 28″ O) | Gebäudekomplex                       | Schutzumfang: Auf den gesamten Gebäudekomplexe, bestehend aus Vorderhaus, Seitenflügel und Quergebäude - Gebäudekomplex mit allseits umschlossenem Hof (zusammen mit der Wand des südlichen Nachbarn) - Schutzgrund: wissenschaftlich, Kulturlandschaft prägend | weitere Fotos \| Fotos hochladen |
| 1297         | Große Burgstraße 18 (53° 52′ 22″ N, 10° 41′ 26″ O) | Giebelhaus                           | Schutzumfang: Auf das gesamte Gebäude bestehend aus Vorderhaus und Seitenflügel sowie den Hofraum - Es handelt sich um ein im Kern mittelalterliches unterkellertes zweigeschossiges Giebelhaus mit Seitenflügel des 16. Jhd. - Schutzgrund: geschichtlich, wissenschaftlich, städtebaulich, Kulturlandschaft prägend | BW                               |
| 475          | Große Burgstraße 21 (53° 52′ 23″ N, 10° 41′ 27″ O) | Giebelhaus                           | Schutzumfang: Auf das gesamte Gebäude bestehend aus Vorderhaus und Seitenflügel - zweigeschossiges unterkellertes Giebelhaus mit zweiachsigem, zweigeschossigen Seitenflügel - Schutzgrund: geschichtlich, wissenschaftlich, städtebaulich, Kulturlandschaft prägend | BW                               |
| 476          | Große Burgstraße 22 (53° 52′ 22″ N, 10° 41′ 25″ O) | Bürgerhaus                           | Schutzumfang: Auf das Äußere des Gebäudes, insbesondere auf die Fassade zur Großen Burgstraße - Bürgerhaus mit klassizistischer Fassade aus der Zeit um 1800 - Schutzgrund: geschichtlich, wissenschaftlich, städtebaulich, Kulturlandschaft prägend | weitere Fotos \| Fotos hochladen |
| 1648         | Große Burgstraße 23 (53° 52′ 23″ N, 10° 41′ 27″ O) | Attikahaus                           | Schutzumfang: Auf das gesamte Gebäude aus Vorderhaus und Seitenflügel ohne die Aufstockungen und Anbauten an den Seitenflügel des 20. Jhd. - Mittleres von der zu Beginn des 19. Jhd. gemeinsam klassizistisch umgestalteten mittelalterlichen zweigeschossigen Bürgerhäusern zu drei geschossigen verputzten Attikahäusern - Schutzgrund: wissenschaftlich, städtebaulich, Kulturlandschaft prägend | BW                               |
| 477          | Große Burgstraße 24 (53° 52′ 21″ N, 10° 41′ 25″ O) | Bürgerhaus                           | Schutzumfang: Auf das Äußere des Gebäudes, insbesondere die Fassade mit dem Giebel an der Großen Burgstraße - Bürgerhaus mit Renaissance-Treppengiebel des 17. Jhd. - Schutzgrund: geschichtlich, wissenschaftlich, städtebaulich, Kulturlandschaft prägend | weitere Fotos \| Fotos hochladen |
| 478          | Große Burgstraße 26 (53° 52′ 21″ N, 10° 41′ 25″ O) | Bürgerhaus                           | Schutzumfang: Auf das gesamte Vorderhaus und den Seitenflügel - Bürgerhaus mit ehem. gotischem Treppengiebel aus der Zeit um 1500 - Schutzgrund: geschichtlich, wissenschaftlich, städtebaulich, Kulturlandschaft prägend | weitere Fotos \| Fotos hochladen |
| 479          | Große Burgstraße 33 (53° 52′ 22″ N, 10° 41′ 27″ O) | Wohn- und Geschäftshaus              | Schutzumfang: Auf das gesamte Gebäude - dreigeschossiges Wohn- und Geschäftshaus an der Ecke Kleine Gröpelgrube - Schutzgrund: geschichtlich, wissenschaftlich, städtebaulich, Kulturlandschaft prägend | BW                               |
| 480          | Große Burgstraße 35 (53° 52′ 21″ N, 10° 41′ 27″ O) | Haus                                 | Schutzumfang: Auf das Äußere des Gebäudes - dreigeschossiges Haus an der Ecke zur Kleinen Gröpelgrube, erbaut 1825 mit wohlproportionierter, klassizistischer Fassade - Schutzgrund: geschichtlich, wissenschaftlich, städtebaulich, Kulturlandschaft prägend | weitere Fotos \| Fotos hochladen |
| 481          | Große Burgstraße 38 (53° 52′ 20″ N, 10° 41′ 25″ O) | Bürgerhaus                           | Schutzumfang: Auf das gesamte Gebäude - Bürgerhaus mit Treppengiebel des 16. Jhd. - Schutzgrund: geschichtlich, wissenschaftlich, städtebaulich, Kulturlandschaft prägend | weitere Fotos \| Fotos hochladen |
| 1358         | Große Burgstraße 40 (53° 52′ 19″ N, 10° 41′ 24″ O) | Wohn- und Geschäftshaus              | Schutzumfang: Auf das gesamte Gebäude auf dem Grundstück zwischen mittelalterlichen Glintmauern bestehend aus Vorderhaus (A) und zweigeschossigem Seitenflügel (D); Gebäudeteile B und C sind als eingeschossige junge Anbauten ausgenommen - Giebelständiges Wohn- und Geschäftshaus mit Attikafassade aus der Zeit um/vor 1900 zwischen mittelalterlichen Brandmauern - Schutzgrund: geschichtlich, wissenschaftlich, städtebaulich, Kulturlandschaft prägend | BW                               |
| 482          | Große Burgstraße 42 (53° 52′ 19″ N, 10° 41′ 24″ O) | Haus                                 | Schutzumfang: Auf das Äußere des Gebäudes - viergeschossiges, schmales Haus mit hohem, unten angeschweiften und oben durch ein flaches Dreieck bekrönten Giebel - Schutzgrund: geschichtlich, wissenschaftlich, städtebaulich, Kulturlandschaft prägend | weitere Fotos \| Fotos hochladen |
| 3206         | Große Burgstraße 47 (53° 52′ 20″ N, 10° 41′ 26″ O) | Wohnhaus                             | Schutzumfang: Auf das gesamte Vorderhaus sowie das Äußere des Seitenflügels - Wohnhaus, 1886 errichtet; dreigeschossiges Giebelhaus mit historistisch gestalteter Fassade in Anlehnung an Renaissanceformen - Schutzgrund: städtebaulich, künstlerisch | BW                               |
| 483          | Große Burgstraße 53 (53° 52′ 19″ N, 10° 41′ 26″ O) | Bürgerhaus                           | Schutzumfang: Auf das gesamte Gebäude - Bürgerhaus mit viergeschossiger, klassizistischer Putzfassade des frühen 19. Jhd. und Mansarddach - Schutzgrund: geschichtlich, wissenschaftlich, städtebaulich, Kulturlandschaft prägend | weitere Fotos \| Fotos hochladen |

## Große Gröpelgrube
| Objekt-ID    | Lage                                                | Offizielle Bezeichnung                     | Beschreibung | Bild                             |
| ------------ | --------------------------------------------------- | ------------------------------------------ | --- | -------------------------------- |
| 484          | Große Gröpelgrube 4 (53° 52′ 17″ N, 10° 41′ 29″ O)  | Giebelhaus                                 | Schutzumfang: Auf das Äußere des Gebäudes - Kleines, im Straßenbild wirkungsvolles Giebelhaus mit Treppengiebel; vermutlich 17. Jhd. - Schutzgrund: geschichtlich, wissenschaftlich, städtebaulich, Kulturlandschaft prägend | BW                               |
| 1299         | Große Gröpelgrube 7 (53° 52′ 18″ N, 10° 41′ 27″ O)  | Traufenhaus                                | Schutzumfang: Auf das gesamte Gebäude - zweigeschossiges, dreiachsiges Traufenhaus unter barockem Mansarddach, im Kern 16. Jhd. und ehem. unter einem Dach mit den Häusern 3 und 5 - Schutzgrund: geschichtlich, wissenschaftlich, städtebaulich, Kulturlandschaft prägend | BW                               |
| 485 Wikidata | Große Gröpelgrube 8 (53° 52′ 17″ N, 10° 41′ 31″ O)  | Backsteingebäude                           | Schutzumfang: Auf die historischen Bauteile des gesamten Gebäudes, das sind z.B. die Umfassungsmauern EG bis einschl. 1. OG, Balkenlagen EG und OG, Querwand zwischen den EG-Räumen, Wandmalereibefunde einschl. umgebender und überdeckender Putzschichten - zweigeschossiges, mittelalterliches Backsteingebäude aus der 2. Hälfte des 14. Jhd. in Ecksituation zu den Straßen „Große Gröpelgrube“ und „Langer Lohberg“ - Schutzgrund: geschichtlich, wissenschaftlich, städtebaulich, Kulturlandschaft prägend | weitere Fotos \| Fotos hochladen |
| 486          | Große Gröpelgrube 14 (53° 52′ 17″ N, 10° 41′ 33″ O) | Wohnhaus                                   | Schutzumfang: Auf das gesamte Gebäude - zweigeschossiges, verputztes Wohnhaus um 1800 mit mittigem, dreieckbekrönten Dacherker - Schutzgrund: geschichtlich, wissenschaftlich, städtebaulich, Kulturlandschaft prägend | weitere Fotos \| Fotos hochladen |
| 487          | Große Gröpelgrube 16 (53° 52′ 17″ N, 10° 41′ 34″ O) | Traufenhaus mit rückwärtiger Freifläche    | Schutzumfang: Auf das Äußere des Gebäudes einschl. Haustür und Wappen - Traufenhaus mit mittigem Zwerchhaus und rückwärtiger Freifläche. Im 17. Jahrhundert in mittelalterlichen Brandmauern neu errichtet, um 1800 zum Gloxin-Armenhaus umgebaut und seit den 1970er Jahren als privates Wohnhaus genutzt - Schutzgrund: geschichtlich, wissenschaftlich, städtebaulich | weitere Fotos \| Fotos hochladen |
| 488          | Große Gröpelgrube 18 (53° 52′ 17″ N, 10° 41′ 34″ O) | Bürgerhaus                                 | Schutzumfang: Auf das gesamte Gebäude mit Flügelanbau und Hofanlage - Kleines giebelständiges Bürgerhaus der Renaissance mit Flügelanbau und Hofanlage - Schutzgrund: wissenschaftlich, Kulturlandschaft prägend | Fotos hochladen                  |
| 489          | Große Gröpelgrube 31 (53° 52′ 17″ N, 10° 41′ 32″ O) | Kleinhaus                                  | Schutzumfang: Auf das Äußere des Gebäudes, insbesondere die Fassade zur Großen Gröpelgrube - Kleinhaus mit vorgekragtem Obergeschoss und Dacherker, vermutlich aus dem 17. Jhd. - Schutzgrund: geschichtlich, wissenschaftlich, städtebaulich, Kulturlandschaft prägend | Fotos hochladen                  |
| 490          | Große Gröpelgrube 33 (53° 52′ 17″ N, 10° 41′ 32″ O) | Kleinhaus                                  | Schutzumfang: Auf das Äußere des Gebäudes insbesondere die Fassade zur Großen Gröpelgrube - Kleinhaus mit vorgekragtem Obergeschoss und Dacherker, vermutlich aus dem 17. Jhd.; zusammen mit Großer Gröpelgrube 31 Gruppe gegenüber dem Langen Lohberg - Schutzgrund: geschichtlich, wissenschaftlich, städtebaulich, Kulturlandschaft prägend | weitere Fotos \| Fotos hochladen |
| 491          | Große Gröpelgrube 36 (53° 52′ 17″ N, 10° 41′ 36″ O) | Rokoko-Haustür mit dazugehörigem Oberlicht | Schutzumfang: Auf das Portal mit der Haustür aus dem 18. Jhd. - Rokoko-Haustür mit dazugehörigem Oberlicht - Schutzgrund: geschichtlich, wissenschaftlich, städtebaulich, Kulturlandschaft prägend - Teile von baulichen Anlagen | weitere Fotos \| Fotos hochladen |
| 492          | Große Gröpelgrube 39 (53° 52′ 17″ N, 10° 41′ 33″ O) | Traufenhaus                                | Schutzumfang: Auf das gesamte Gebäude - zweigeschossiges Traufenhaus mit schlichter klassizistischer Putzfassade und Fachwerkgiebel mit Dreiecksschluss - Schutzgrund: geschichtlich, wissenschaftlich, städtebaulich, Kulturlandschaft prägend | weitere Fotos \| Fotos hochladen |
| 493          | Große Gröpelgrube 43 (53° 52′ 17″ N, 10° 41′ 33″ O) | Traufenhaus                                | Schutzumfang: Auf das gesamte Gebäude - Kleines zweigeschossiges Traufenhaus mit schlichter klassizistischer Putzfassade des frühen 19. Jhd. - Schutzgrund: geschichtlich, wissenschaftlich, städtebaulich, Kulturlandschaft prägend | BW                               |
| 494          | Große Gröpelgrube 49 (53° 52′ 17″ N, 10° 41′ 34″ O) | Traufenhaus                                | Schutzumfang: Auf das gesamte Gebäude - Traufenhaus mit zweigeschossiger klassizistischer Putzfassade und kleinem flach dreieckig abgeschlossenen Zwerchgiebel aus der Zeit um 1800 - Schutzgrund: geschichtlich, wissenschaftlich, städtebaulich, Kulturlandschaft prägend | BW                               |
| 1661         | Große Gröpelgrube 53 (53° 52′ 17″ N, 10° 41′ 34″ O) | Aktualisierung vorgesehen                  | Aktualisierung vorgesehen | BW                               |
| 495          | Große Gröpelgrube 55 (53° 52′ 17″ N, 10° 41′ 35″ O) | Wohnhaus                                   | Schutzumfang: Auf das gesamte Gebäude mit Ausstattungsteilen und Resten der klassizistischen Treppenanlage - zweigeschossiges, traufenständiges Wohnhaus des 14. Jhd., zuletzt im letzten Drittel des 19. Jhd. überformt - Schutzgrund: Kulturlandschaft prägend | BW                               |
| 1298         | Große Gröpelgrube 61 (53° 52′ 17″ N, 10° 41′ 36″ O) | Traufenhaus                                | Schutzumfang: Auf das gesamte Gebäude - Traufenhaus des späten 16. Jhd., zweigeschossig unter gemeinsamem Mansarddach mit Nr. 59, außermittiges Zwerchhaus - Schutzgrund: geschichtlich, wissenschaftlich, städtebaulich, Kulturlandschaft prägend | BW                               |

## Große Kiesau
| Objekt-ID | Lage                                                        | Offizielle Bezeichnung                            | Beschreibung | Bild                             |
| --------- | ----------------------------------------------------------- | ------------------------------------------------- | --- | -------------------------------- |
| 496       | Große Kiesau 1 (53° 52′ 19″ N, 10° 41′ 4″ O)                | Bürgerhaus                                        | Schutzumfang: Auf das gesamte Gebäude - Bürgerhaus mit zweigeschossiger spätbarocker Putzfassade von vier Achsen und Dacherker mit Dreieckgiebel oberhalb des schweren Kranzgesimses - Schutzgrund: wissenschaftlich, geschichtlich, städtebaulich, Kulturlandschaft prägend                                                                                               | weitere Fotos \| Fotos hochladen |
| 497       | Große Kiesau 3 (53° 52′ 19″ N, 10° 41′ 4″ O)                | Wappen                                            | Schutzumfang: Auf das Wappen an der Fassade des Gebäudes an der Großen Kiesau - Wappen mit Hausmarke und Jahreszahl 1566 an der Fassade des in übrigen einfachen Traufenhauses aus dem 16. Jhd. - Schutzgrund: geschichtlich, wissenschaftlich, Kulturlandschaft prägend                                                                                                   | weitere Fotos \| Fotos hochladen |
| 498       | Große Kiesau 5/Kreuz-Gang 1 (53° 52′ 19″ N, 10° 41′ 4″ O)   | Renaissance-Backsteintraufenhaus                  | Schutzumfang: Auf das Äußere des Gebäudes - zweigeschossiges Renaissance-Backsteintraufenhaus mit Dacherker - Schutzgrund: geschichtlich, wissenschaftlich, städtebaulich, Kulturlandschaft prägend | BW                               |
| 499       | Große Kiesau 5/Kreuz-Gang 2 (53° 52′ 19″ N, 10° 41′ 4″ O)   | Renaissance-Backsteintraufenhaus                  | Schutzumfang: Auf das Äußere des Gebäudes - zweigeschossiges Renaissance-Backsteintraufenhaus mit Dacherker - Schutzgrund: geschichtlich, wissenschaftlich, städtebaulich, Kulturlandschaft prägend | BW                               |
| 500       | Große Kiesau 5/Kreuz-Gang 3 (53° 52′ 19″ N, 10° 41′ 4″ O)   | Renaissance-Backsteintraufenhaus                  | Schutzumfang: Auf das Äußere des Gebäudes - zweigeschossiges Renaissance-Backsteintraufenhaus mit Dacherker - Schutzgrund: geschichtlich, wissenschaftlich, städtebaulich, Kulturlandschaft prägend | BW                               |
| 501       | Große Kiesau 5/Kreuz-Gang 4 (53° 52′ 19″ N, 10° 41′ 4″ O)   | zweigeschossiges Renaissance-Backsteintraufenhaus | Schutzumfang: Auf das Äußere des Gebäudes - zweigeschossiges Renaissance-Backsteintraufenhaus mit ehem. rundbogigem Portal und Dacherker - Schutzgrund: geschichtlich, wissenschaftlich, städtebaulich, Kulturlandschaft prägend | BW                               |
| 502       | Große Kiesau 5/Kreuz-Gang 5 (53° 52′ 18″ N, 10° 41′ 4″ O)   | Renaissance-Backsteintraufenhaus                  | Schutzumfang: Auf das Äußere des Gebäudes - zweigeschossiges Renaissance-Backsteintraufenhaus mit rundbogigem Portal und Dacherker; Bestandteil der einheitlichen Bebauung im „Kreuzgang“ aus dem Jahre 1566 - Schutzgrund: geschichtlich, wissenschaftlich, städtebaulich, Kulturlandschaft prägend                                                                       | BW                               |
| 503       | Große Kiesau 5/Kreuz-Gang 6 (53° 52′ 18″ N, 10° 41′ 4″ O)   | Wappen                                            | Schutzumfang: Auf das Wappen an der Fassade des Ganghauses - Wappen mit Hausmarke und Jahreszahl 1566 an der Fassade des Ganghauses im „Kreuzgang“ - Schutzgrund: geschichtlich, wissenschaftlich, städtebaulich, Kulturlandschaft prägend | BW                               |
| 504       | Große Kiesau 6 (53° 52′ 19″ N, 10° 41′ 3″ O)                | Gebäude                                           | Schutzumfang: Auf das gesamte Gebäude, bestehend aus Vorderhaus und Seitenflügel - Gebäude bestehend aus Vorderhaus und Seitenflügel; im Kern aus der Renaissance, mit prägender Überformung des Barock sowie neuzeitlichen Veränderungen - Schutzgrund: geschichtlich, wissenschaftlich, städtebaulich, Kulturlandschaft prägend                                          | BW                               |
| 505       | Große Kiesau 7 (53° 52′ 19″ N, 10° 41′ 3″ O)                | Wohngebäude                                       | Schutzumfang: Auf das gesamte Gebäude - Traufenständiges, zweigeschossiges, dreiachsiges Wohngebäude mit pfannengedecktem Satteldach und mittigem Zwerchhaus - Schutzgrund: geschichtlich, wissenschaftlich, städtebaulich, Kulturlandschaft prägend | BW                               |
| 506       | Große Kiesau 8/Weimanns Hof 1 (53° 52′ 19″ N, 10° 41′ 2″ O) | Hof                                               | Schutzumfang: Auf die gesamte Anlage - Weimanns Hof; kleiner hofartig angelegter Gang mit nur zwei Häusern unter einem Dach, beide zweigeschossig, das Obergeschoss in Fachwerk ausgebildet, erbaut vermutlich im 17. Jhd. - Schutzgrund: geschichtlich, wissenschaftlich, städtebaulich, Kulturlandschaft prägend                                                         | BW                               |
| 3197      | Große Kiesau 8/Weimanns Hof 2 (53° 52′ 19″ N, 10° 41′ 2″ O) | Hof                                               | Schutzumfang: Auf die gesamte Anlage - Weimanns Hof; kleiner hofartig angelegter Gang mit nur zwei Häusern unter einem Dach, beide zweigeschossig, das Obergeschoss in Fachwerk ausgebildet, erbaut vermutlich im 17. Jhd. - Schutzgrund: geschichtlich, wissenschaftlich, städtebaulich, Kulturlandschaft prägend                                                         | BW                               |
| 507       | Große Kiesau 9 (53° 52′ 18″ N, 10° 41′ 3″ O)                | Wohnhaus                                          | Schutzumfang: Auf das gesamte Gebäude - Wohnhaus mit Flügel um 1600 (mit Überformungen des 19. Jhd.); drei geschossiges, traufenständiges Gebäude - Schutzgrund: geschichtlich, wissenschaftlich, städtebaulich, Kulturlandschaft prägend | Fotos hochladen                  |
| 508       | Große Kiesau 10, 12 (53° 52′ 19″ N, 10° 41′ 3″ O)           | Traufenhäuser                                     | Schutzumfang: Auf das gesamte Gebäude - zwei gleichartig ausgebildete zweigeschossige Traufenhäuser des 17. Jhd. mit vorkragendem Fachwerkobergeschoss unter einem gemeinsamen Dach - Schutzgrund: geschichtlich, wissenschaftlich, städtebaulich, Kulturlandschaft prägend                                                                                                | weitere Fotos \| Fotos hochladen |
| 509       | Große Kiesau 11 (53° 52′ 18″ N, 10° 41′ 3″ O)               | Bürgerhaus                                        | Schutzumfang: Auf das gesamte Gebäude - Kleines Bürgerhaus des 18. Jhd. mit Dacherker - Schutzgrund: geschichtlich, wissenschaftlich, städtebaulich, Kulturlandschaft prägend | weitere Fotos \| Fotos hochladen |
| 510       | Große Kiesau 14 (53° 52′ 19″ N, 10° 41′ 2″ O)               | Traufenhaus                                       | Schutzumfang: Auf das gesamte Gebäude - Schmales zweigeschossiges Traufenhaus mit schlichter Putzfassade des frühen 19. Jhd. und dreieckübergiebeltem Dacherker - Schutzgrund: geschichtlich, wissenschaftlich, städtebaulich, Kulturlandschaft prägend | weitere Fotos \| Fotos hochladen |
| 511       | Große Kiesau 15 (53° 52′ 18″ N, 10° 41′ 2″ O)               | Traufenhaus                                       | Schutzumfang: Auf das gesamte Gebäude - Kleines zweigeschossiges Traufenhaus mit verputzter schlichter Fassade und Zwerchgiebel aus der Zeit um 1800 - Schutzgrund: geschichtlich, wissenschaftlich, städtebaulich, Kulturlandschaft prägend | weitere Fotos \| Fotos hochladen |
| 512       | Große Kiesau 18 (53° 52′ 18″ N, 10° 41′ 2″ O)               | Kleinbürgerhaus                                   | Schutzumfang: Auf das Äußere des Gebäudes und Dachstuhl - Traufenständiges Kleinbürgerhaus aus dem Spätmittelalter; Anfang des 19. Jhd. - Schutzgrund: Kulturlandschaft prägend | Fotos hochladen                  |
| 513       | Große Kiesau 19 (53° 52′ 18″ N, 10° 41′ 2″ O)               | Kleinwohnhaus                                     | Schutzumfang: Auf den gesamten Seitenflügel des Gebäudes „Große Kiesau 19“ - Kleinwohnhaus, im Kern vermutlich aus dem Beginn des 17. Jhd., bestehend aus zweigeschossigem, dreiachsigen Vorderhaus mit steilem Satteldach und kurzem, zweigeschossigen, zweiachsigen Seitenflügel - Schutzgrund: geschichtlich, wissenschaftlich, städtebaulich, Kulturlandschaft prägend | BW                               |
| 514       | Große Kiesau 22 (53° 52′ 18″ N, 10° 41′ 2″ O)               | Renaissance-Traufenhaus                           | Schutzumfang: Auf das gesamte Gebäude - Nördlicher Teil eines traufständigen zweiachsigen und zweigeschossigen Renaissance-Doppelhauses - Schutzgrund: geschichtlich, wissenschaftlich, städtebaulich, Kulturlandschaft prägend | BW                               |
| 515       | Große Kiesau 24 (53° 52′ 18″ N, 10° 41′ 2″ O)               | Wohnhaus                                          | Schutzumfang: Auf das gesamte Gebäude - Teil eines ehem. Doppelhauses aus dem späten 16. Jhd. - Schutzgrund: geschichtlich, wissenschaftlich, städtebaulich, Kulturlandschaft prägend | BW                               |
| 516       | Große Kiesau 26 (53° 52′ 18″ N, 10° 41′ 1″ O)               | Bürgerhaus                                        | Schutzumfang: Auf das gesamte Gebäude, bestehend aus Vorderhaus und Seitenflügel - Bürgerhaus mit Renaissance-Treppengiebel aus der Zeit um 1600 sowie barocke Haustür mit zugehörigem Oberlicht aus dem 18. Jhd. - Schutzgrund: geschichtlich, wissenschaftlich, städtebaulich, Kulturlandschaft prägend                                                                  | Fotos hochladen                  |
| 517       | Große Kiesau 28 (53° 52′ 18″ N, 10° 41′ 1″ O)               | Bürgerhaus                                        | Schutzumfang: Auf das Äußere des Gebäudes insbesondere die Fassade zur Großen Kiesau - Bürgerhaus mit einfachem Renaissance-Treppengiebel aus der Zeit um 1600 - Schutzgrund: geschichtlich, wissenschaftlich, städtebaulich, Kulturlandschaft prägend | weitere Fotos \| Fotos hochladen |
| 1662      | Große Kiesau 31 (53° 52′ 17″ N, 10° 41′ 1″ O)               | Aktualisierung vorgesehen                         | Aktualisierung vorgesehen | BW                               |
| 518       | Große Kiesau 40 (53° 52′ 17″ N, 10° 41′ 1″ O)               | Bürgerhaus                                        | Schutzumfang: Auf das gesamte Gebäude - Bürgerhaus mit einfachem Renaissance-Treppengiebel aus der Zeit um 1600 - Schutzgrund: geschichtlich, wissenschaftlich, städtebaulich, Kulturlandschaft prägend | weitere Fotos \| Fotos hochladen |
| 519       | Große Kiesau 42 (53° 52′ 17″ N, 10° 41′ 0″ O)               | Bürgerhaus                                        | Schutzumfang: Auf das Äußere des Gebäudes insbesondere die Fassade zur Großen Kiesau - Bürgerhaus mit Renaissance-Treppengiebel aus der Zeit um 1600 - Schutzgrund: wissenschaftlich, geschichtlich, städtebaulich, Kulturlandschaft prägend | weitere Fotos \| Fotos hochladen |
| 520       | Große Kiesau 44 (53° 52′ 17″ N, 10° 41′ 0″ O)               | Kleinhaus                                         | Schutzumfang: Auf das Äußere des Gebäudes insbesondere die Fassade zur Großen Kiesau - Kleinhaus mit Dacherker, zusammen mit Große Kiesau 46 und 48 wirksame Gruppe von Kleinhäusern im Straßenbild - Schutzgrund: geschichtlich, wissenschaftlich, städtebaulich, Kulturlandschaft prägend                                                                                | weitere Fotos \| Fotos hochladen |
| 521       | Große Kiesau 46 (53° 52′ 16″ N, 10° 41′ 0″ O)               | Kleinhaus                                         | Schutzumfang: Auf das Äußere des Gebäudes insbesondere die Fassade zur Großen Kiesau - Kleinhaus mit Dacherker, zusammen mit Große Kiesau 44 und 48 wirksame Gruppe von Kleinhäusern im Straßenbild - Schutzgrund: geschichtlich, wissenschaftlich, städtebaulich, Kulturlandschaft prägend                                                                                | weitere Fotos \| Fotos hochladen |
| 522       | Große Kiesau 48 (53° 52′ 16″ N, 10° 41′ 0″ O)               | Kleinhaus                                         | Schutzumfang: Auf das Äußere des Gebäudes - Kleinhaus mit Dacherker, zusammen mit Große Kiesau 44 und 46 wirksame Gruppe von Kleinhäusern im Straßenbild - Schutzgrund: geschichtlich, wissenschaftlich, städtebaulich, Kulturlandschaft prägend | weitere Fotos \| Fotos hochladen |

## Große Petersgrube
Im Marien Quartier. Die Straße gilt als eines der bedeutenden Ensembles der Lübecker Altstadt. Die Fassaden der durchweg repräsentativen Bürgerhäuser spiegeln die gesamte Baugeschichte Lübecks von der Backsteingotik über Backsteinrenaissance, das Barock und Rokoko bis zum Klassizismus der ersten Hälfte des 19. Jahrhunderts wider. Die notwendige städtebauliche Sanierung der Großen Petersgrube wurde Mitte der 1970er Jahre begonnen und um 1985 weitgehend abgeschlossen. Der Baublock 61 zur Depenau hin wurde im westlichen Bereich zur Trave hin zur Musikhochschule Lübeck ausgebaut, die damit heute etwa zwei Drittel des Blocks 61 für ihre Zwecke als Hochschule nutzt. 2008 diente die Große Petersgrube als einer der wichtigen Außendrehorte für die Neuverfilmung der Buddenbrooks.
| Objekt-ID | Lage                                                | Offizielle Bezeichnung | Beschreibung | Bild                             |
| --------- | --------------------------------------------------- | ---------------------- | --- | -------------------------------- |
| 523       | Große Petersgrube 4 (53° 51′ 55″ N, 10° 40′ 57″ O)  | Bürgerhaus             | Schutzumfang: Auf das gesamte Gebäude einschl. der im Inneren noch erhaltenen historischen Substanz - Bürgerhaus mit Renaissance-Treppengiebel aus der Zeit um 1600 - Schutzgrund: geschichtlich, wissenschaftlich, städtebaulich, Kulturlandschaft prägend | weitere Fotos \| Fotos hochladen |
| 524       | Große Petersgrube 7 (53° 51′ 55″ N, 10° 40′ 59″ O)  | Bürgerhaus             | Schutzumfang: Auf das Äußere des Gebäudes insbesondere die Fassade zur Großen Petersgrube - Bürgerhaus mit gotischem Treppengiebel aus der Zeit um 1500 - Das backsteingotische Dielenhaus Nr. 7 mit seinem Treppengiebel ist seit der Sanierung 1982 gemeinsam mit dem verputzten barocken Nachbargebäude Nr. 9 ein Studentenwohnheim. - Schutzgrund: geschichtlich, wissenschaftlich, städtebaulich, Kulturlandschaft prägend | weitere Fotos \| Fotos hochladen |
| 525       | Große Petersgrube 9 (53° 51′ 55″ N, 10° 40′ 59″ O)  | Bürgerhaus             | Schutzumfang: Auf das Äußere des Gebäudes insbesondere die Fassade zur Großen Petersgrube, einschl. der Haustür mit dem Oberlicht - Bürgerhaus mit geschweiftem Giebel des 18. Jhd.; klassizistische Haustür aus der Zeit um 1800 - Schutzgrund: geschichtlich, wissenschaftlich, städtebaulich, Kulturlandschaft prägend | weitere Fotos \| Fotos hochladen |
| 526       | Große Petersgrube 10 (53° 51′ 55″ N, 10° 40′ 55″ O) | Bürgerhaus             | Schutzumfang: Auf das Äußere des Gebäudes insbesondere die Fassade zur Großen Petersgrube - Bürgerhaus mit Renaissance-Treppengiebel des 16. Jhd. - Schutzgrund: geschichtlich, wissenschaftlich, städtebaulich, Kulturlandschaft prägend | weitere Fotos \| Fotos hochladen |
| 527       | Große Petersgrube 11 (53° 51′ 55″ N, 10° 40′ 58″ O) | Eckhaus                | Schutzumfang: Auf das gesamte Gebäude insbesondere auf die Fassade mit dem Giebel an der Großen Petersgrube - Eckhaus mit gotischem Treppengiebel des 14. Jhd. - Das backsteingotische Giebelhaus an der Ecke zur Kleinen Kiesau war seit dem 15. Jahrhundert nachweislich ein Backhaus. Solche Gebäude durften in Lübeck aus Gründen des Brandschutzes nur auf Eckgrundstücken errichtet werden. Im 19. Jahrhundert gehörte es dem Bäckermeister Schabbel auf den die Stiftung des Schabbelhauses in der Mengstraße zurückgeht. Heute wird das alte Backhaus vom CVJM als Hostel genutzt. - Schutzgrund: geschichtlich, wissenschaftlich, städtebaulich, Kulturlandschaft prägend | weitere Fotos \| Fotos hochladen |
| 528       | Große Petersgrube 12 (53° 51′ 54″ N, 10° 40′ 54″ O) | Bürgerhaus             | Schutzumfang: Auf das Äußere des Gebäudes einschl. der Haustür - Bürgerhaus mit klar gegliederter klassizistischer Fassade zur Großen Petersgrube mit Haustür aus der Entstehungszeit; gotischer Rückgiebel (verstümmelt) - Schutzgrund: wissenschaftlich, geschichtlich, städtebaulich, Kulturlandschaft prägend | weitere Fotos \| Fotos hochladen |
| 529       | Große Petersgrube 13 (53° 51′ 55″ N, 10° 40′ 58″ O) | Wohnhaus               | Schutzumfang: Auf das gesamte Gebäude, bestehend aus Vorderhaus und Seitenflügel - dreigeschossiges Wohnhaus mit rückseitig anschließendem zweigeschossigen Seitenflügel - Schutzgrund: geschichtlich, wissenschaftlich, städtebaulich, Kulturlandschaft prägend | weitere Fotos \| Fotos hochladen |
| 530       | Große Petersgrube 15 (53° 51′ 54″ N, 10° 40′ 57″ O) | Bürgerhaus             | Schutzumfang: Auf das Äußere des Gebäudes insbesondere die Fassade zur Großen Petersgrube - Bürgerhaus aus der Zeit um 1500 mit gotischem Treppengiebel sowie dreieckförmigen Hintergiebel - Schutzgrund: geschichtlich, wissenschaftlich, städtebaulich, Kulturlandschaft prägend | weitere Fotos \| Fotos hochladen |
| 531       | Große Petersgrube 17 (53° 51′ 54″ N, 10° 40′ 57″ O) | Bürgerhaus             | Schutzumfang: Auf das Äußere des Gebäudes insbesondere die Fassade zur Großen Petersgrube - Bürgerhaus mit klassizistischer Fassade von 1824/25; zusammen mit den beiden Häusern Große Petersgrube 19 und 3 zu einer einheitlichen Front vereinigte Häuser - Johann Daniel Jacobj wuchs als Sohn des Lübecker Kaufmanns Daniel Jacobi in der Großen Petersgrube der Lübecker Altstadt auf. Sein Geburtshaus ließ er 1825 abbrechen und von dem dänischen Architekten Joseph Christian Lillie im Stil des Klassizismus neu aufbauen. Mit der modernen Hausnummer 19 steht es heute als Teil des historischen Gebäudekomplexes der Musikhochschule unter Denkmalschutz. Jacobj stellte vor seinem Haus auch die gusseisernen Lübecker Löwen auf, die heute vor dem Holstentor ruhen. - Schutzgrund: geschichtlich, wissenschaftlich, städtebaulich, Kulturlandschaft prägend | weitere Fotos \| Fotos hochladen |
| 532       | Große Petersgrube 19 (53° 51′ 54″ N, 10° 40′ 56″ O) | Bürgerhäuser           | Schutzumfang: Auf das Äußere des Gebäudes insbesondere die Fassade zur Großen Petersgrube - Gruppe zweier Bürgerhäuser; die Fassade des linken von um 1805 - Schutzgrund: geschichtlich, wissenschaftlich, städtebaulich, Kulturlandschaft prägend | weitere Fotos \| Fotos hochladen |
| 533       | Große Petersgrube 21 (53° 51′ 54″ N, 10° 40′ 55″ O) | Rokoko-Haus            | Schutzumfang: Auf die gesamte Anlage des Gebäudes, einschl. der Flügel und des geschlossenen Innenhofes - 1776 erbautes Haus des späten Rokoko mit zwei Wohn- und vier Bodengeschossen - Schutzgrund: geschichtlich, wissenschaftlich, städtebaulich, Kulturlandschaft prägend | weitere Fotos \| Fotos hochladen |
| 534       | Große Petersgrube 23 (53° 51′ 54″ N, 10° 40′ 55″ O) | Kaufmannshaus          | Schutzumfang: Auf das gesamte Gebäude einschl. Flügelbau - Kaufmannshaus des 18. Jhd., erbaut um 1730; Rokokofassade mit reich ausgebildetem Portal und Haustür - Der Vorgängerbau dieses 1730 gebauten Hauses mit seiner Rokokofassade fiel den Röderschen Unruhen vom 2. August 1727 zum Opfer. Die Proteste der einfachen Leute richteten sich gegen den rechtzeitig geflüchteten Juristen Joachim Röder (* 1672), der wegen angeblicher Münzmanipulationen in Arrest genommen werden sollte. Das Haus wurde von 1729 bis 1876 als Packhaus genutzt und erst dann wieder als Wohnhaus genutzt. - Schutzgrund: geschichtlich, wissenschaftlich, städtebaulich, Kulturlandschaft prägend | weitere Fotos \| Fotos hochladen |
| 535       | Große Petersgrube 25 (53° 51′ 54″ N, 10° 40′ 54″ O) | Bürgerhaus             | Schutzumfang: Auf das Äußere des Gebäudes mit Vorder- und Hofgiebel - Bürgerhaus mit gotischem Treppengiebel aus der Zeit um 1500 - Schutzgrund: geschichtlich, wissenschaftlich, städtebaulich, Kulturlandschaft prägend | weitere Fotos \| Fotos hochladen |
| 536       | Große Petersgrube 27 (53° 51′ 54″ N, 10° 40′ 54″ O) | Bürgerhaus             | Schutzumfang: Fassade zur Großen Petersgrube - Bürgerhaus des frühen 19. Jhd.; von Bedeutung durch den Zusammenhang des gesamten Straßenzuges Große Petersgrube 7–29 - Das klassizistische Gebäude wurde von 1783 bis 1912 als Wohnhaus für den zweiten Pastor der Petrikirche genutzt. Das Grundstück wurde 1294 erstmals als bebaut erwähnt. Die Bausubstanz geht auf die Zeit der Renaissance zurück. Im Inneren befindet sich eine bemalte Holzbalkendecke aus dem Jahr 1760. Die Gesellschaft zur Beförderung gemeinnütziger Tätigkeit ist Lübecks älteste Bürgerinitiative und wurde von dem Prediger an der Petrikirche und späteren Advokaten Ludwig Suhl (1752–1819) in diesem Hause mit seinen Freunden Christian Adolph Overbeck, Johann Julius Walbaum, Anton Diedrich Gütschow, Gottlieb Nicolaus Stolterfoth, Johann Friedrich Petersen und Nicolaus Heinrich Brehmer am 27. Januar 1789 ins Leben gerufen, zunächst als Literärische Gesellschaft zur wissenschaftlichen Unterhaltung und gegenseitiger Unterrichtung. - Schutzgrund: geschichtlich, wissenschaftlich, städtebaulich, Kulturlandschaft prägend                                                                     | weitere Fotos \| Fotos hochladen |
| 537       | Große Petersgrube 29 (53° 51′ 53″ N, 10° 40′ 53″ O) | Eckhaus                | Schutzumfang: Auf das gesamte Gebäude - Eckhaus An der Obertrave mit klassizistischer Front aus der Zeit um 1800 - Das repräsentative klassizistische Gebäude Große Petersgrube 29 nimmt fast die ganze Front des Blocks 61 zur Trave hin ein, nur rechts zur Ecke An der Obertrave/Depenau wurde in moderner Architektur das neue Konzertsaalgebäude der Hochschule ergänzt. Dies ist die Fundstelle des Lübecker Münzschatzes, der hier bei den Bauarbeiten gefunden wurde. Die Bebauung geht bis auf das Jahr 1301 zurück, als das Grundstück als Salzhaus genutzt wurde, weil hier die Boote von den Salinen aus Lüneburg und Oldesloe anlegten. Das Gebäude enthält heute noch bemalte Holzbalken aus der Zeit der Renaissance, ist aber ein 1804/05 entstandener Neubau des dänischen Architekten Joseph Christian Lillie. Ab 1865 befand sich hier die Redaktion der Eisenbahn-Zeitung., deren Schriftzug noch bis zur Übernahme durch die Musikhochschule zur Trave hin zu lesen war. Heute steht an dieser Stelle Musikhochschule. Die Dichterin Ida Boy-Ed verlebte in diesem Haus ihre Jugend. - Schutzgrund: geschichtlich, wissenschaftlich, städtebaulich, Kulturlandschaft prägend | weitere Fotos \| Fotos hochladen |

## Großer Bauhof
Im Marien Quartier.
| Objekt-ID    | Lage                                           | Offizielle Bezeichnung | Beschreibung | Bild                             |
| ------------ | ---------------------------------------------- | ---------------------- | --- | -------------------------------- |
| 1300         | Großer Bauhof 3 (53° 51′ 41″ N, 10° 41′ 1″ O)  | Reihenhaus             | Schutzumfang: Auf das gesamte Gebäude mit der Freifläche an der Hofseite - Westliches von drei zeitgleich erbauten traufständigen „Reihenhäusern“ in einheitlicher Ausführung von 1855 auf älteren Grundmauern unter gemeinsamem ausgebauten Dach - Schutzgrund: geschichtlich, wissenschaftlich, städtebaulich, Kulturlandschaft prägend | Fotos hochladen                  |
| 1301         | Großer Bauhof 4 (53° 51′ 41″ N, 10° 41′ 1″ O)  | Reihenhaus             | Schutzumfang: Auf das gesamte Gebäude mit der Freifläche an der Hofseite - Mittleres von drei zeitgleich erbauten traufständigen „Reihenhäusern“ in einheitlicher Ausführung von 1855 auf älteren Grundmauern unter gemeinsamem ausgebauten Dach - Schutzgrund: geschichtlich, wissenschaftlich, städtebaulich, Kulturlandschaft prägend  | Fotos hochladen                  |
| 1302         | Großer Bauhof 5 (53° 51′ 41″ N, 10° 41′ 1″ O)  | Reihenhaus             | Schutzumfang: Auf das gesamte Gebäude mit der Freifläche an der Hofseite - Östliches von drei zeitgleich erbauten traufständigen „Reihenhäusern“ in einheitlicher Ausführung von 1855 auf älteren Grundmauern unter gemeinsamem ausgebauten Dach - Schutzgrund: geschichtlich, wissenschaftlich, städtebaulich, Kulturlandschaft prägend  | Fotos hochladen                  |
| 538 Wikidata | Großer Bauhof 14 (53° 51′ 42″ N, 10° 41′ 5″ O) | Zeughaus               | Schutzumfang: Auf das gesamte Gebäude - Ehem. Zeughaus mit Kornspeicher im Dachraum; 1594 wohl von Ratsbaumeister Hans von Rode errichtet; im Stil der Niederländischen Renaissance - Eckgebäude – Parade 10 - Schutzgrund: geschichtlich, wissenschaftlich, städtebaulich, Kulturlandschaft prägend                                      | weitere Fotos \| Fotos hochladen |